# Königreich Württemberg

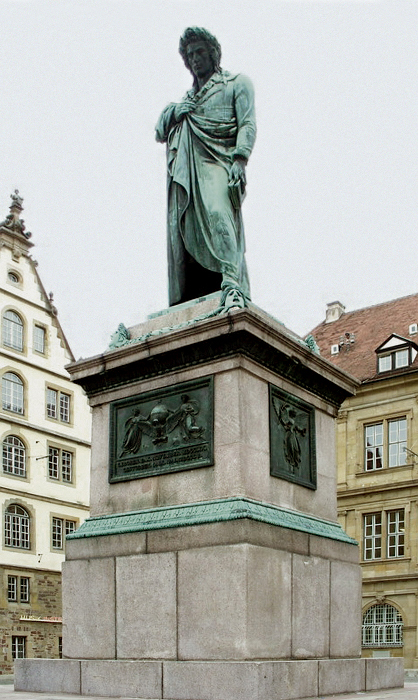
Schillerdenkmal von Bertel Thorvaldsen in Stuttgart

Das Königreich Württemberg war ein von 1806 bis 1918 bestehendes Königtum im Südwesten Deutschlands. Es entstand am 1. Januar 1806 als souveränes Staatswesen auf Betreiben des französischen Kaisers Napoleon I. und ging aus dem erst 1803 zum Kurfürstentum erhobenen Herzogtum Württemberg hervor. Dessen ursprüngliches Gebiet, das auch als Altwürttemberg bezeichnet wurde, war kurz zuvor durch den Reichsdeputationshauptschluss und den Frieden von Pressburg hauptsächlich im Süden und Osten stark erweitert worden und hatte damit seine Fläche nahezu verdoppelt.
Württemberg war von 1806 bis 1813 Mitglied des an den hegemonialen Interessen des napoleonischen Frankreich ausgerichteten Rheinbundes. Nach dem Ende der napoleonischen Kriege wurde es 1815 durch Beschluss des Wiener Kongresses Mitglied des Deutschen Bundes und war als solches ein auch nach außen hin souveräner Staat. Nach dem Deutsch-Französischen Krieg von 1870/71 schloss sich das Königreich als Bundesstaat dem, neu gegründeten, vom Königreich Preußen dominierten Deutschen Reich an, konnte sich aber einige Sonderrechte bewahren.
Der Wahlspruch des Königreichs und des Hauses Württemberg lautete „Furchtlos und trew“ (Furchtlos und treu). Auf Basis der Verfassung von 1819 entwickelte sich im Lauf der Jahre eine frühe konstitutionelle Monarchie mit im Vergleich zu vielen anderen deutschen Staaten relativ stark ausgeprägten liberalen und demokratischen Strömungen, die sich auch nach der Niederschlagung der in Württemberg weitgehend friedlich verlaufenen deutschen Revolution von 1848/49 behaupten und verstärken konnten.
Infolge der deutschen Niederlage im Ersten Weltkrieg und der Novemberrevolution von 1918 verzichtete König Wilhelm II. von Württemberg als letzter deutscher König auf den Thron. Das Land wurde in eine parlamentarische Republik umgewandelt und blieb als Volksstaat Württemberg Teil des Deutschen Reiches in der Weimarer Republik. 1952 ging sein vormaliges Hoheitsgebiet im heutigen Bundesland Baden-Württemberg auf.

### Bildende Künste und Architektur

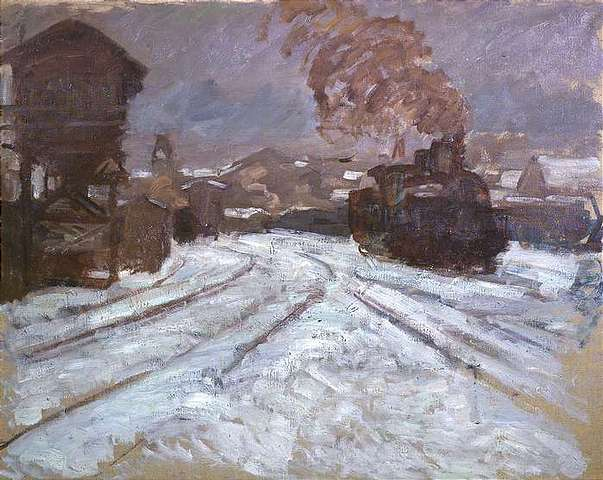
Hermann Pleuer (1863–1911): Stuttgarter Hauptbahnhof im Schnee, Öl auf Leinwand

## Geografie
Das ehemalige Königreich Württemberg in seinen Grenzen ab 1813 lag zwischen 47° 34′ und 49° 35′ nördlicher Breite sowie zwischen 8° 15′ und 10° 30′ östlicher Länge. Die größte Ausdehnung von Nord nach Süd betrug 225 Kilometer, die größte Breite von West nach Ost 160 Kilometer. Die Grenzen hatten eine Gesamtlänge von 1.800 Kilometern. Die Gesamtfläche betrug 19.508 km². Im Osten grenzte Württemberg an das Königreich Bayern, im Norden und Westen an das Großherzogtum Baden und im Süden bis 1850 an die Fürstentümer Hohenzollern-Sigmaringen und Hohenzollern-Hechingen, die ab 1850 als Hohenzollernsche Lande zu Preußen gehörten, sowie an den Bodensee. Im Grenzverlauf zu Baden und Hohenzollern bestanden verschiedene Exklaven, Enklaven und weitere territoriale Besonderheiten. Durch die Exklave Wimpfen besaß Württemberg auch eine gemeinsame Grenze mit dem Großherzogtum Hessen.
Auf einer politischen Karte des gegenwärtigen Deutschlands sind die ehemaligen Grenzen Württembergs an Baden und Hohenzollern nicht mehr zu finden, seit sie durch das Inkrafttreten der Kreisreform in Baden-Württemberg am 1. Januar 1973 verwischt wurden. Bis zu dieser Reform waren die Grenzen noch in den Regierungsbezirken Nordwürttemberg und Südwürttemberg-Hohenzollern präsent, und auch die Struktur der Landkreise deckte sich mit diesen Außengrenzen. Dagegen entsprechen die Gebiete der evangelischen Landeskirche (nicht exakt, da einschließlich der Hohenzollernschen Lande) und der katholischen Diözese Rottenburg-Stuttgart (fast exakt, da ohne die Hohenzollernschen Lande) bis heute den alten Grenzen Württembergs.
Das Hügel- und Bergland umfasst im Norden die Ebenen der Triasformation mit wein- und obstreichen Tälern, im Süden hingegen das Plateauland der Juraformation. Das Klima ist mitteleuropäisch gemäßigt in Oberschwaben, im mittleren Neckarraum und im Norden, jedoch deutlich rauer in den höher gelegenen Gegenden der Schwäbischen Alb, des Allgäus und des Schwarzwalds. Die mittlere Jahrestemperatur schwankt je nach Gebiet zwischen 6 und 10 °C. Die reichlich vorhandenen Wälder sorgen für ergiebige Niederschläge. Wichtigste Flüsse sind der Neckar mit seinen Nebenflüssen Fils, Rems, Enz, Kocher und Jagst, die Tauber und die Donau mit ihrem Nebenfluss Iller, der auf 56 Kilometer die Grenze zu Bayern bildet. Das Gebiet erstreckt sich über die Europäische Hauptwasserscheide. 70 Prozent der Fläche wird zum Rhein hin entwässert, 30 Prozent zur Donau. Bedeutende Mineralquellen befinden sich in Bad Wildbad und Bad Cannstatt. Größere Seen sind der Bodensee und der Federsee in Oberschwaben. Höchster Punkt ist mit 1.151 Metern der Dreifürstenstein auf der Hornisgrinde im Schwarzwald, höchster Berggipfel mit 1.118 Metern der Schwarze Grat bei Isny im Allgäu. Das niedrigste Niveau befindet sich mit 125 Metern bei Böttingen, wo der Neckar von Württemberg nach Baden abfließt. Die gemittelte Höhe Württembergs beträgt etwa 500 Meter über Normalhöhennull.

## Geschichte

### Entstehung des Königreichs

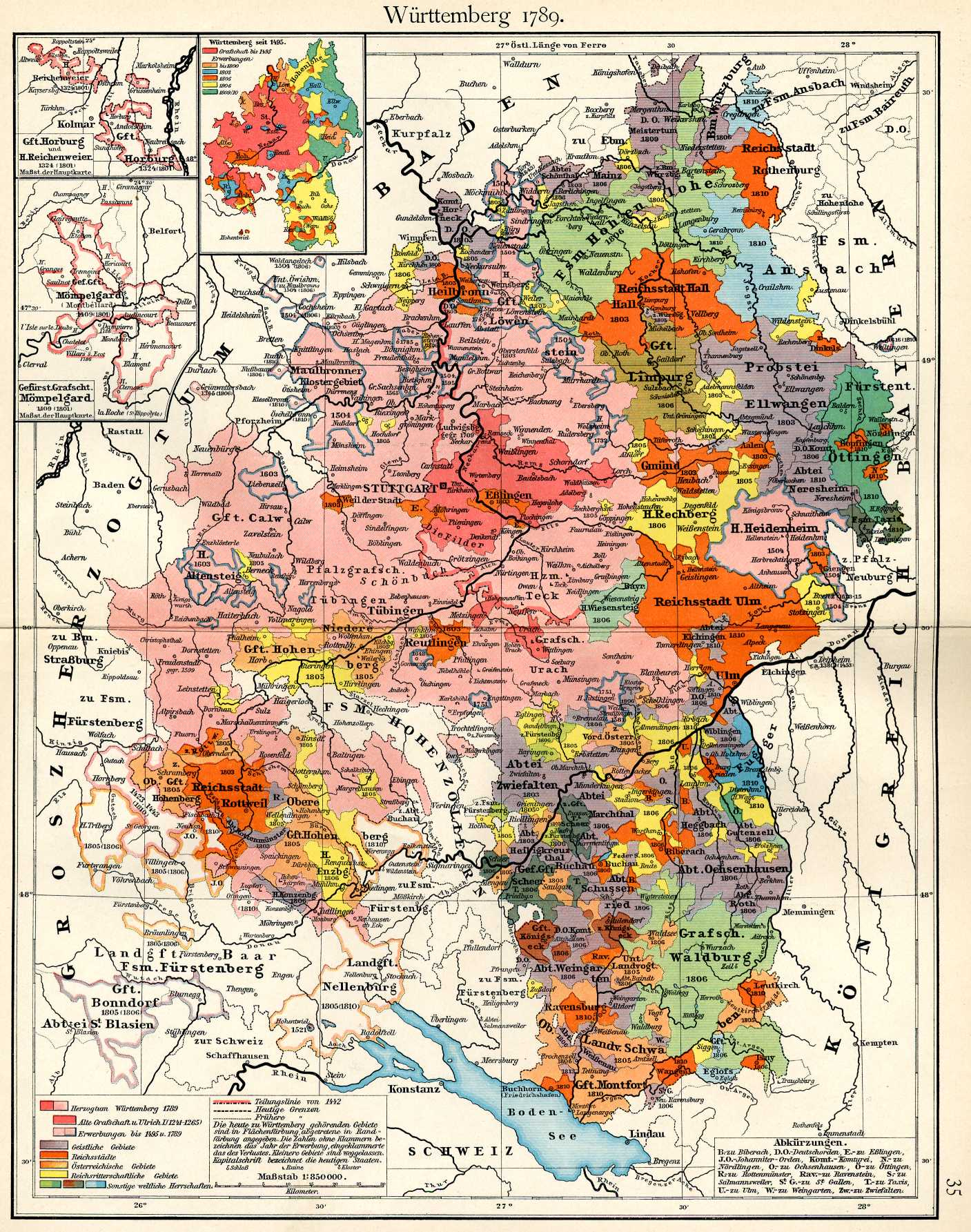
Württemberg 1789

Das Herzogtum Wirtenberg bestand im 18. Jahrhundert im Wesentlichen aus dem ehemaligen Stammland im mittleren Neckarraum rund um Stuttgart sowie den damit verbundenen Besitzungen im Nordschwarzwald und auf der Schwäbischen Alb. Neben dem Gebiet um Heidenheim war die linksrheinische Grafschaft Mömpelgard die bedeutendste Exklave des Herzogtums. Außerdem bestanden mit der Grafschaft Horburg und der Ortschaft Reichenweier weitere kleinere Exklaven links des Rheins auf heute französischem Gebiet. Nach dem Ausbruch der Französischen Revolution 1789, welche die Vorrechte des Adels und des Klerus einschränkte, formierten sich unter den europäischen Monarchien Koalitionen mit dem Ziel, die republikanische Entwicklung in Frankreich aufzuhalten. Der zwischen Kaiser Leopold II. und dem preußischen König Friedrich Wilhelm II. in der Pillnitzer Deklaration vereinbarten ersten Koalition schlossen sich bald weitere Monarchien an. Am 20. April 1792 kam es zum Ausbruch des Ersten Koalitionskriegs, den das revolutionäre Frankreich gewann. Im Frieden von Campo Formio am 17. Oktober 1797 erkannte Kaiser Franz II. den Rhein als Ostgrenze Frankreichs an. Hiervon betroffen waren auch Mömpelgard und die anderen linksrheinischen Besitzungen Württembergs. Das Herzogtum beteiligte sich daraufhin ab 1799 als Partner Österreichs an der Zweiten Koalition gegen Frankreich unter Napoleon Bonaparte. Im Frühjahr 1800 besetzten die Franzosen Württemberg. Da Österreich keinerlei Anstrengungen zur Verteidigung des Landes unternahm, musste sich der württembergische Herzog Friedrich II. mit seinen Truppen dem Rückzug der Österreicher anschließen. Nach dieser Demütigung war sein Vertrauen in das Bündnis mit Österreich tief erschüttert. Im Frieden von Lunéville am 9. Februar 1801 arrangierte er sich mit Frankreich. Sein Ziel war, das rechtsrheinische Territorium zu vergrößern. Der Pariser Vertrag vom 20. Mai 1802 sicherte den Bestand des Herzogtums und stellte Entschädigungen für die linksrheinischen Gebiete in Aussicht. Württemberg hatte Sitz und Stimmrecht in der außerordentlichen Reichsdeputation, die den Reichsdeputationshauptschluss vorbereitete, der die Entschädigungen für die verlorenen linksrheinischen Besitzungen deutscher Fürsten festlegte. Herzog Friedrich wurde zum Kurfürst erhoben. Zahlreiche kleine Herrschaften wurden mediatisiert und unter der Bezeichnung Neuwürttemberg dem neuen Kurfürstentum zugeschlagen. Dazu gehörten die mediatisierten Reichsstädte Aalen, Giengen an der Brenz, Heilbronn, Rottweil, Esslingen am Neckar, Reutlingen, Schwäbisch Gmünd, Schwäbisch Hall und Weil der Stadt sowie folgende säkularisierte kirchliche Besitzungen: die Fürstpropstei Ellwangen, die Reichsabtei Zwiefalten, das Ritterstift Comburg, das Kloster Heiligkreuztal bei Riedlingen, das Kloster Schöntal, das Kloster Margrethausen, das Stift Oberstenfeld und der stift-murische Teil des Dorfes Dürrenmettstetten. Diese Zugewinne entsprachen in Summe etwa einer Fläche von 1609 Quadratkilometern mit 110.000 Einwohnern und 700.000 Gulden Steueraufkommen. Dem standen etwa 388 Quadratkilometer linksrheinisch verlorenes Gebiet mit zirka 14.000 Bewohnern und zirka 250.000 Gulden an Staatseinkünften gegenüber. Mit dem Aufbau der Verwaltung Neuwürttembergs betraut war der Minister Normann-Ehrenfels.

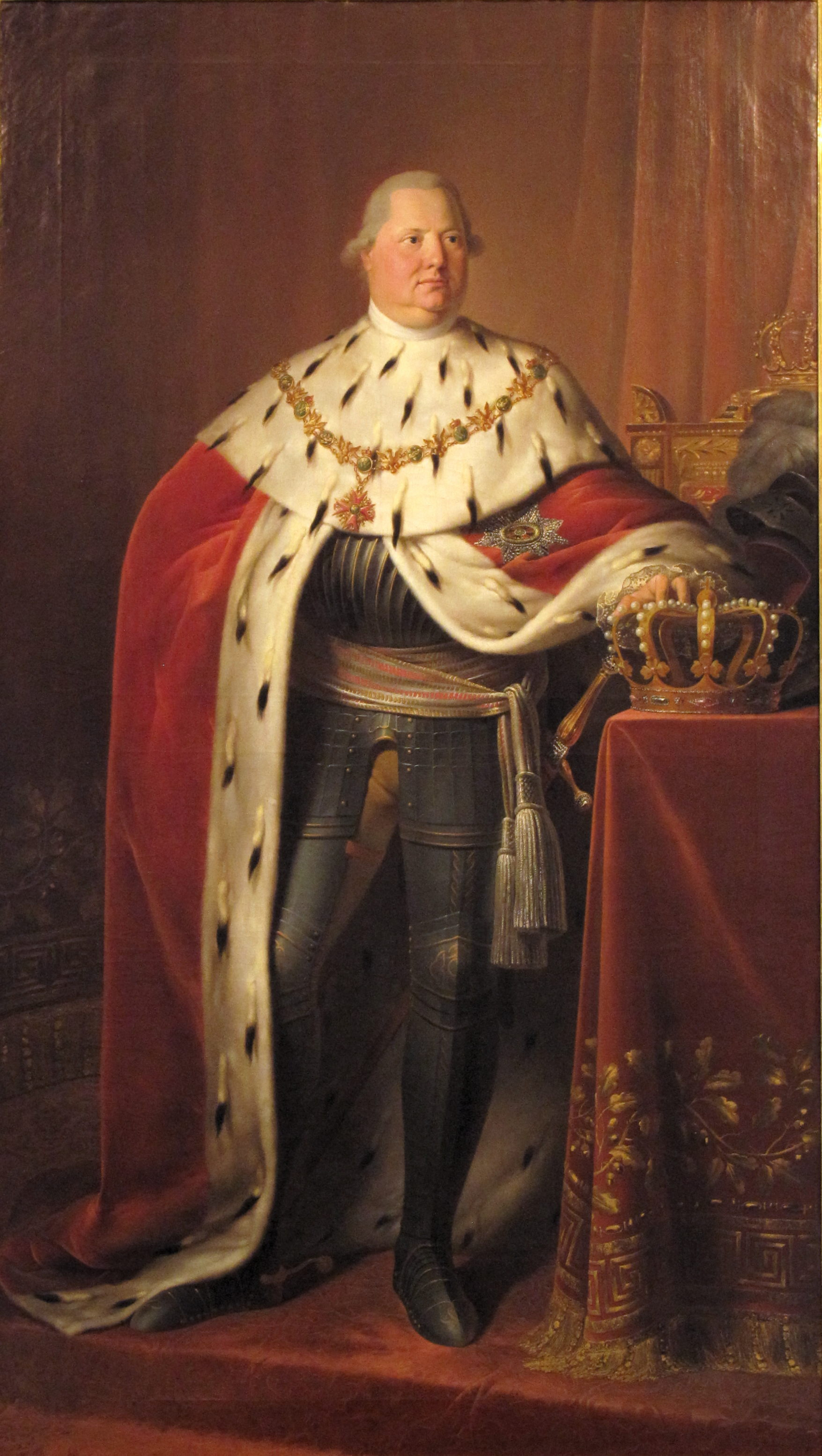
Bildnis König Friedrichs I. von Württemberg im Krönungsornat und Rüstung, Hofmaler Johann Baptist Seele (1774–1814), 1806, Öl auf Leinwand, 237 cm × 135,5 cm, Landesmuseum Württemberg, Stuttgart.

Am 3. Oktober 1805 schloss Friedrich in Ludwigsburg eine weitere Allianz mit Napoleon. Württemberg beteiligte sich daraufhin mit Truppen auf französischer Seite am Dritten Koalitionskrieg. In den Verträgen von Brünn (10.–12. Dezember 1805) und dem Frieden von Preßburg vom 26. Dezember 1805 wurde Vorderösterreich zwischen Württemberg, Bayern und Baden aufgeteilt. Dies bedeutete, dass weitere 125.000 neue Einwohner zum Kurfürstentum Württemberg dazukamen. Im Einzelnen handelte es sich um die folgenden Territorien: Grafschaft Hohenberg, Landvogtei Schwaben, Herrschaft Ehingen, die so genannten Donaustädte Mengen, Munderkingen, Riedlingen und Saulgau sowie im Unterland Gebiete des Deutschen Ordens (Amt Hornegg mit Neckarsulm und Gundelsheim), Gebiete des Johanniterordens und kleinere Territorien der Reichsritterschaft. Württemberg wurde mit Wirkung vom 1. Januar 1806 zum souveränen Königreich erhoben. Die bisherige Bezeichnung Wirtenberg wurde durch die modernere Schreibweise Württemberg ersetzt. Erster König war der bisherige Herzog und Kurfürst Friedrich II. unter dem Namen Friedrich (Eigenbezeichnung: König Friedrich I.). Mit der Unterzeichnung der Rheinbundakte am 12. Juli 1806 trat Württemberg aus dem Heiligen Römischen Reich Deutscher Nation aus. Mit dem Rheinbund kamen nochmals 270.000 neue Bewohner zum Königreich Württemberg hinzu, die sich auf die Territorien der Fürstentümer und Grafschaften Hohenlohe, Königsegg-Aulendorf, Thurn und Taxis, Waldburg und vieler weiterer Herrschaften in Oberschwaben verteilten.

### Entwicklung der ersten Jahre
König Friedrich beteiligte sich 1809 mit Truppen an der Niederschlagung des Tiroler Volksaufstands. Mit dem Frieden von Schönbrunn am 14. Oktober 1809 wurde das Königreich Württemberg um die Gebiete des Deutschen Ordens bei Mergentheim erweitert, wobei ein Aufruhr der dortigen Bevölkerung blutig niedergeschlagen wurde. Schließlich vergrößerte sich die Einwohnerzahl mit dem Vertrag von Paris am 28. Februar 1810 und damit zusammenhängende Grenzverträge mit Bayern und Baden noch einmal um 110.000 Bewohner. Hinzu kamen im Wesentlichen Crailsheim und Creglingen sowie die ehemaligen Reichsstädte Bopfingen, Buchhorn, Leutkirch, Ravensburg, Ulm und Wangen und Gebiete der ehemaligen Grafschaft Montfort. Dafür fiel die alte württembergische Herrschaft Weiltingen an das Königreich Bayern sowie das Oberamt Hornberg und das Amt St. Georgen an das Großherzogtum Baden. Im Jahre 1813 erwarb das Königreich Württemberg noch die hohenzollernsche Herrschaft Hirschlatt. Insgesamt hatte sich Württemberg somit von ursprünglich 9.500 Quadratkilometern mit etwa 650.000 Einwohnern auf 19.508 Quadratkilometer mit etwa 1.380.000 Einwohnern vergrößert.
In den Jahren 1812/13 beteiligte sich König Friedrich an Napoleons Krieg gegen Russland, aus dem von 15.800 württembergischen Soldaten nur einige Hundert zurückkehrten. Trotz dieser Niederlage blieb das Königreich zunächst weiter als Mitglied des Rheinbunds an der Seite Frankreichs, bis es in der Völkerschlacht bei Leipzig im Oktober 1813 zu einer weiteren vernichtenden Niederlage Napoleons kam. Erst danach wechselte Württemberg zur Sechsten Koalition über, die von Österreich, Preußen und Russland geführt wurde. Am 2. November 1813 orientierte sich König Friedrich um, nachdem Österreich dem Land durch den Vertrag zu Fulda Wahrung seines Besitzstandes und den Erhalt seiner Souveränität garantiert hatte.
Die Gebietszuwächse Württembergs wurden durch die territoriale Neuordnung Deutschlands beim Wiener Kongress 1815 nicht revidiert und damit indirekt völkerrechtlich bestätigt. Durch die Beteiligung an den Koalitionskriegen und deren Folgen erlebte das Königreich in seinen Anfangsjahren einen wirtschaftlichen Niedergang, der zu hoher Staatsverschuldung und zur Verarmung breiter Bevölkerungsschichten bis hin zu Hungersnöten führte. Diese wirtschaftlich sehr schwierige Lage wurde durch das ungewöhnlich kalte und von Naturkatastrophen gekennzeichnete Jahr 1816 weiter verschärft. Die Auswanderung nach Osteuropa und Nordamerika stieg danach sprunghaft an.
In den ersten Jahren des Königreichs sicherte die Verwicklung Württembergs in die kriegerischen Auseinandersetzungen und die Bündnistreue mit Frankreich König Friedrich weitgehende Handlungsfreiheit in der Innenpolitik. Deren Ziel war die konsequente Modernisierung der Verwaltung und die Zusammenführung der verschiedenen Territorien zu einem einheitlichen und zentral geführten Gesamtstaat. Dies war umso schwerer, da die neu hinzugekommenen Gebiete dem zuvor rein und streng evangelischen Württemberg eine beträchtliche katholische Minderheit brachten. Mittel zur Modernisierung waren die rigorose Abschaffung der Privilegien der Ehrbarkeit in Altwürttemberg sowie des Adels in den hinzugewonnenen Gebieten. Widerstand gegen diese Politik wurde rigoros bekämpft; ein Polizeiministerium, eine geheime Polizei und eine Zensurbehörde wurden nach französischem Vorbild eingerichtet. Wichtige Reformen der ersten Jahre waren die Trennung von Justiz und Verwaltung, die Gliederung des Landes in Oberämter und Kreise, die Aufhebung der Binnenzölle und die Gleichberechtigung der katholischen und der reformierten Konfession mit der seitherigen evangelisch-lutherischen Staatskonfession.
Bei den Verhandlungen auf dem Wiener Kongress bestand das Ziel, für das neu zu konstituierende Deutschland eine bundesstaatliche Verfassung zu errichten. Der Erstentwurf des Konzepts für einen Staatenbund wurde von Metternich am 23. Mai 1815 der Versammlung der deutschen Einzelstaaten zugeleitet. Württemberg opponierte gemeinsam mit Bayern gegen diesen Staatenbund. Weil König Friedrich mit einer eigenen Verfassung der Bundesverfassung zuvorkommen wollte, legte er bereits dem am 15. März 1815 einberufenen Landtag ein Staatsgrundgesetz vor. Württemberg unterzeichnete erst am 1. September 1815 die Deutsche Bundesakte und trat damit erst nachträglich dem am 8. Juni 1815 gegründeten Deutschen Bund bei. Der Entwurf des Staatsgrundgesetzes traf auf starken Widerstand der Landstände, die die bisherige auf dem Tübinger Vertrag von 1514 basierende Verfassung wieder in Kraft setzen wollten. Den Landständen gelang es, die Bevölkerung in einer Kampagne für das alte Recht auf ihre Seite zu ziehen. Einer der Protagonisten dieser Bewegung war der Dichter und Politiker Ludwig Uhland, der hierfür eigens das Gedicht Das alte, gute Recht verfasste. Die Kampagne war so wirksam, dass das von König Friedrich vorgelegte Staatsgrundgesetz nicht verabschiedet wurde. Die völlig überarbeitete Verfassung wurde erst durch seinen Nachfolger König Wilhelm I. am 25. September 1819 erlassen.

### Politische Konsolidierung nach dem Regierungsantritt König WilhelmsI.

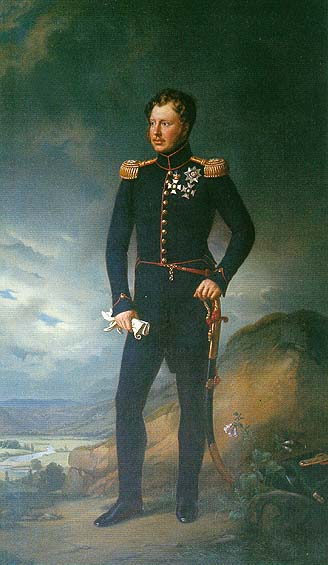
König Wilhelm I. 1822 nach einem Gemälde von Joseph Karl Stieler

Das Verhältnis zwischen König Friedrich und seinem Sohn Wilhelm Friedrich Karl, dem späteren König Wilhelm I., war sowohl persönlich als auch politisch von starken Spannungen geprägt. 1805 kam es zur offenen Auflehnung Wilhelms gegen seinen Vater, die zu seiner Flucht nach Paris führte. Wilhelm versuchte, Frankreich zum Umsturz in Württemberg zu bewegen, was ihm Napoleon aber verweigerte. 1807 verständigten sich Wilhelm und Friedrich zwar politisch; ihre persönliche und politische Abneigung gegeneinander blieb aber bestehen. So war es nur folgerichtig, dass der neue König nicht mit dem Namen seines Vaters, sondern mit dem Namen Wilhelm am 30. Oktober 1816 seine Regentschaft antrat und einen umfassenden Politikwechsel einleitete. Es ist überliefert, dass die Bevölkerung Württembergs durch Soldaten nur schwer von Freudenfesten über Friedrichs Tod abgehalten werden konnte. Gemeinsam mit seiner Frau Königin Katharina, einer Tochter des russischen Zaren Paul I., war die Politik Wilhelms in seinen ersten Regierungsjahren stark auf die Linderung der wirtschaftlichen Not breiter Bevölkerungskreise ausgerichtet. Katharina, die am 9. Januar 1819 im Alter von nur 30 Jahren starb, widmete sich mit großem Engagement der Sozialfürsorge. So gehen die Gründung des Katharinenstifts als Mädchenschule, des Katharinenhospitals, der Württembergischen Landessparkasse, der Universität Hohenheim und weiterer Institutionen auf sie zurück. Wilhelm erließ bei seinem Amtsantritt eine Amnestie und setzte eine umfassende Verwaltungsreform auf der Basis der neuen modernen Verfassung vom 25. September 1819 durch. Die absolutistische Diktatur Friedrichs wurde aber nicht durch den aus dem Herzogtum Württemberg tradierten Dualismus zwischen dem Regenten und den Landständen ersetzt. Stattdessen basierte die neue Staatsform auf dem Konstitutionalismus, der die Herrschaft des Monarchen durch verfassungsrechtlich festgelegte Mitspracherechte gewählter Volksvertreter ergänzte. Die Verfassung wurde so auch zur Klammer zwischen den alten und den neuen Landesteilen. Die altständische Opposition löste sich praktisch auf. Es entstand eine nicht weniger streitbare bürgerliche Opposition liberaler Ausrichtung.
Wesentliche Bestandteile der im Zusammenhang mit der neuen Verfassung durchgesetzten Reorganisation der Verwaltung waren die Kommunale Selbstverwaltung und die Trennung von Exekutive und Judikative. Die Verwaltung wurde gestrafft und transparenter gemacht. Die dem Staat und dem König verpflichteten Beamten entwickelten sich rasch zu einer Art Stand und damit zu einer Politischen Klasse, die die Staatsregierung stützte.
Beim Regierungsantritt Wilhelms I. betrug die Staatsverschuldung fast 25 Millionen Gulden, was nahezu dem Vierfachen der Jahreseinnahmen entsprach. Diese Schulden wurden in den ersten 20 Jahren seiner Regentschaft durch die Finanzminister Weckherlin, Varnbüler und vor allem Herdegen so nachhaltig abgebaut, dass Steuersenkungen ermöglicht wurden. Besonderer Schwerpunkt der Wirtschaftspolitik des Königs war der Ausbau der Landwirtschaft.
Außenpolitisch verfolgte Wilhelm das Ziel, die staatlichen Strukturen in Deutschland weiter zu bereinigen und auf die fünf Königreiche Preußen, Sachsen, Bayern, Hannover und Württemberg sowie das Kaisertum Österreich zu begrenzen. Preußen und Österreich sah er dabei als europäische Mächte an. Die vier anderen deutschen Königreiche sollten durch ein enges Bündnis eine gemeinsame auf die Einigung zu einer dritten deutschen Großmacht ausgerichtete Politik betreiben. Wilhelm strebte die Mediatisierung Badens, Hohenzollerns sowie den Erwerb des Elsass an. Mittel zu diesem Ziel, welches nie erreicht wurde, sollte die starke familiäre Verbindung mit Russland sein. Dazu wurde im Jahr 1776 zunächst seine Tante Sophie Dorothee mit dem russischen Thronfolger, dem späteren Zaren Paul, verheiratet. Zur Stärkung dieser Bande erfolgte im Jahr 1818 Wilhelms eigene Heirat mit deren Tochter Katharina. Nachdem Katharina bereits 1819 gestorben war, verfolgte Wilhelm die gemeinsam mit ihr entwickelte Außenpolitik über seine gesamte Regierungszeit weiter. So war es nur folgerichtig, dass sein Sohn und Thronfolger Karl am 13. Juli 1846 die Zarentochter Olga heiratete.

### Erstarken der demokratischen Bewegung und des Liberalismus ab 1830

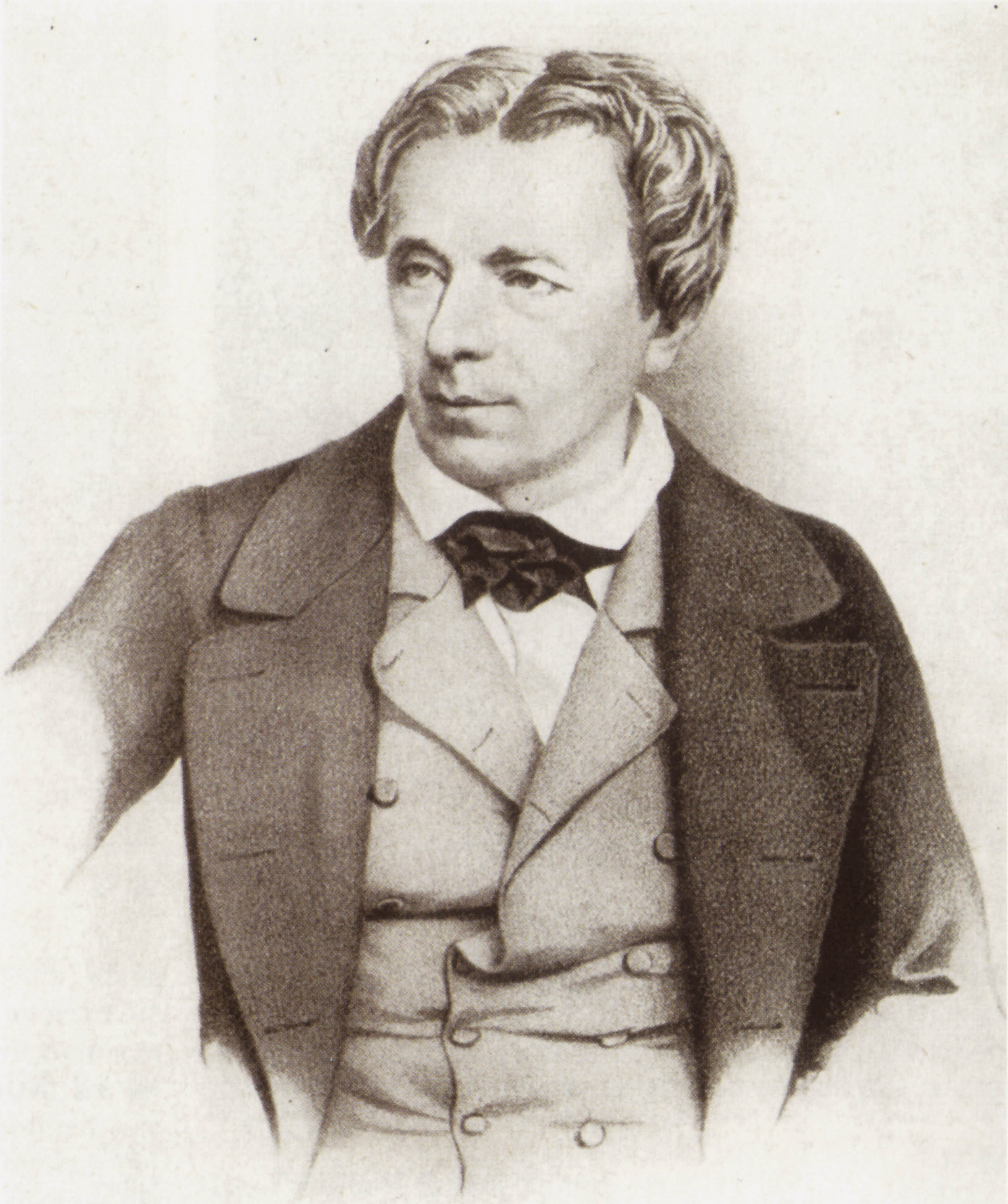
Friedrich von Römer auf einer Lithographie 1848

Nach der erfolgreichen französischen Julirevolution von 1830 erhielten die Liberalen in fast ganz Europa, so auch in Württemberg Auftrieb. Im Dezember 1831 gewannen sie die Wahlen zur zweiten Kammer des württembergischen Landtags. Wilhelm I. verschob danach die Einberufung des Landtags über ein Jahr bis zum 15. Januar 1833. Nach der Auflösung des Landtags am 22. März fanden im April Neuwahlen statt, aus denen die Liberalen unter Friedrich Römer wiederum als Sieger hervorgingen. Wilhelm verweigerte daraufhin den gewählten Abgeordneten im Staatsdienst die Freistellung für die Ausübung ihres Mandats. Friedrich Römer, Ludwig Uhland und auch andere liberale Abgeordnete quittierten deshalb den Staatsdienst.
In den Jahren 1846 und 1847 kam es nach Missernten zu Hungersnöten und stärkerer Auswanderung. Die bis dahin relativ „zufriedene“ Grundstimmung der Bevölkerung schlug um. Liberale und demokratische Forderungen wurden mit mehr Nachdruck vertreten. Im Januar 1848 verlangte eine Protestversammlung in Stuttgart ein gesamtdeutsches Bundesparlament, Pressefreiheit, Vereins- und Versammlungsfreiheit, Einführung von Schwurgerichten und Volksbewaffnung. Wilhelm I. versuchte zunächst, die Revolution, die ab März 1848 – in der Folge der französischen Februarrevolution (die zur zweiten französischen Republik geführt hatte) – in allen deutschen Staaten um sich griff, in Württemberg durch Entgegenkommen aufzuhalten. Er setzte das liberale Pressegesetz vom 30. Januar 1817 wieder in Kraft und tolerierte eine liberale Regierung unter dem Vorsitz Friedrich Römers. Das am 9. März 1848 eingesetzte Märzministerium war die erste parlamentarisch legitimierte Regierung des Landes. Durch diese Politik wurden während der Märzrevolution größere militärische Auseinandersetzungen im Königreich Württemberg vermieden.
Im April 1849 beschlossen die Regierung und der Landtag die Anerkennung der in der Frankfurter Paulskirche verabschiedeten Reichsverfassung, die einen gesamtdeutschen als kleindeutsche Lösung konzipierten Nationalstaat auf der Grundlage einer demokratisch verfassten konstitutionellen Monarchie vorsah. Wilhelm empfand diesen Beschluss zwar als Demütigung, war aber der einzige König unter den 29 Landesfürsten des deutschen Bundes, die der von der Frankfurter Nationalversammlung verabschiedeten Verfassung zustimmten – die Könige von Preußen, Bayern, Sachsen, Hannover sowie der österreichische Kaiser Ferdinand I. lehnten sie ab.

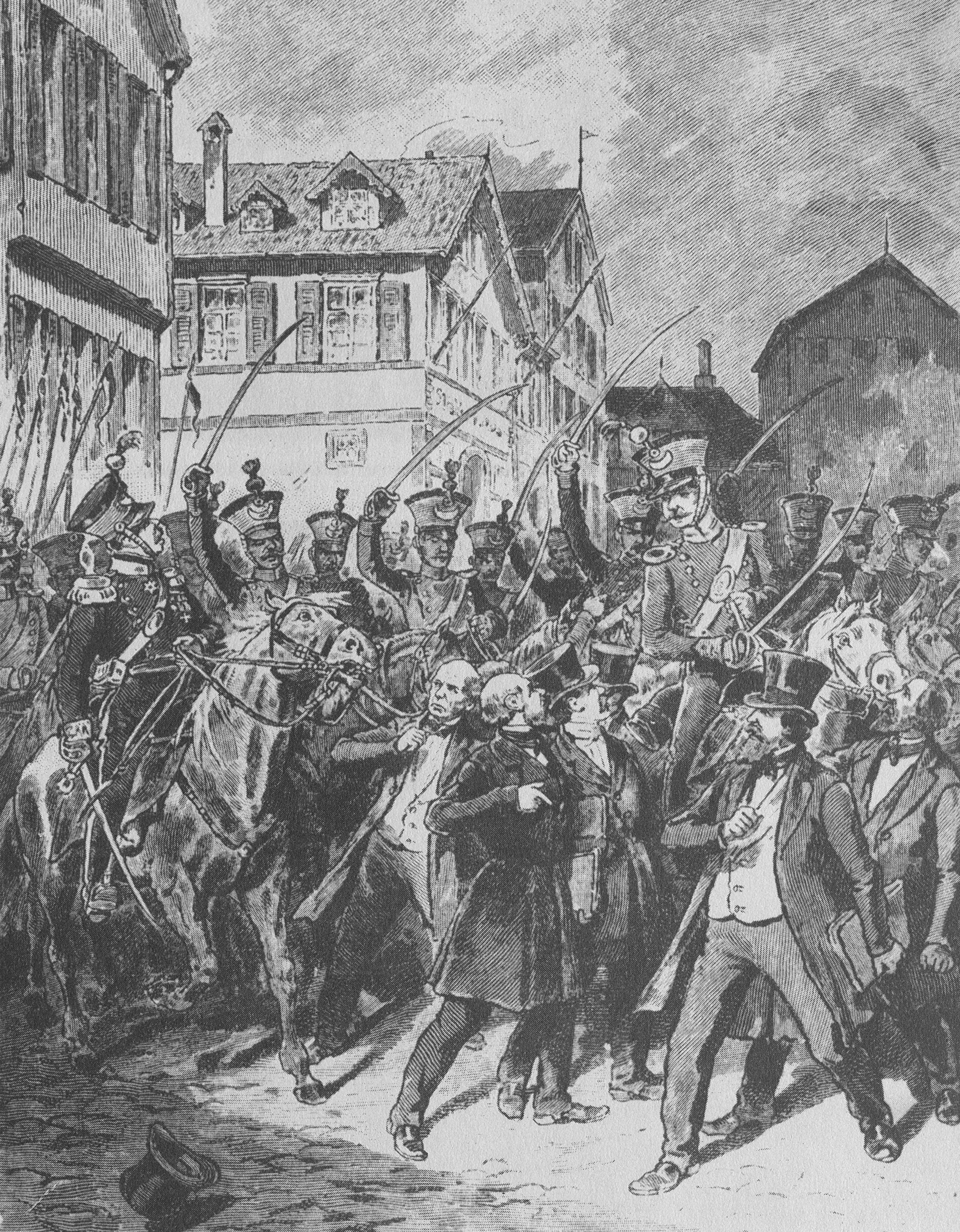
Die Auflösung des Rumpfparlaments durch württembergische Truppen – nach einer Buchillustration von 1893

Nachdem die Nationalversammlung mit der Ablehnung einer deutschen Kaiserkrone durch den preußischen König gescheitert war, fassten die verbliebenen Abgeordneten am 30. Mai 1849 den Entschluss, die Sitzungen nach Stuttgart zu verlegen. Ab dem 6. Juni 1849 tagte diese mitunter spöttisch als Rumpfparlament bezeichnete Rest-Nationalversammlung mit anfangs 154 Abgeordneten unter Parlamentspräsident Wilhelm Loewe (1814–1886) in Stuttgart. Als das Rumpfparlament zur Steuerverweigerung und mit der Unterstützung der Reichsverfassungskampagne zur Erhebung gegen die Regierungen aufrief, wurde es am 18. Juni 1849 durch württembergisches Militär besetzt und nach einem Demonstrationszug der verbliebenen 99 Abgeordneten durch Stuttgart gewaltsam aufgelöst. Die nicht-württembergischen Abgeordneten wurden des Landes verwiesen.
Im August 1849 fanden in Württemberg Wahlen zu einer Verfassunggebenden Versammlung statt, bei denen die Demokraten gegenüber den gemäßigten Liberalen die Mehrheit erreichten. Während die Liberalen die Bindung des aktiven und passiven Wahlrechts an Einkommenshöhe und Vermögen forderten, verlangten die Demokraten ein allgemeines, gleiches und direktes Wahlrecht für alle volljährigen Männer. Ende Oktober 1849 entließ der König die von der Landesversammlung gewählte Regierung unter Friedrich Römer. Die Minister wurden durch beamtete Minister unter Johannes von Schlayer ersetzt. Als die Struktur und die Rechtsgrundlage des Beamtenministeriums durch die Landesversammlung abgelehnt wurden, löste Wilhelm I. sie auf. Zwei weitere Landesversammlungen im Jahr 1850, bei denen die Demokraten ebenfalls jeweils die Mehrheit hatten, wurden ebenfalls aufgelöst. Trotzdem etablierte sich in Württemberg auch danach eine starke liberale und demokratische Opposition.

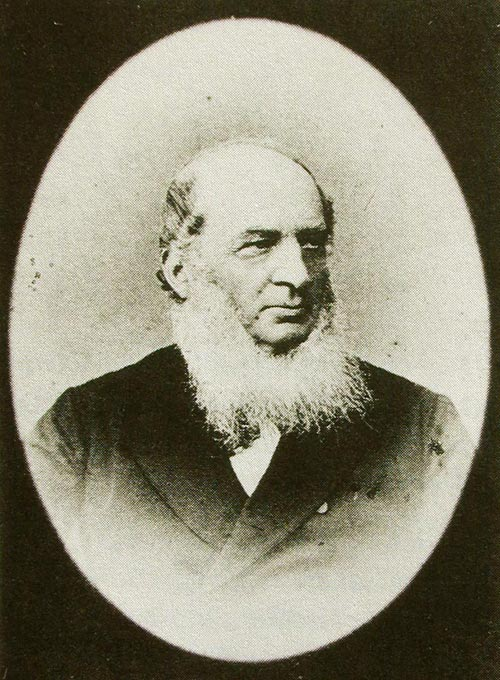
Karl von Varnbüler war von 1864 bis 1870 leitender Minister

Als König Karl 1864 die Regierung antrat, kam er liberalen und demokratischen Forderungen entgegen. Die Pressefreiheit und die Vereinsfreiheit wurden wiederhergestellt, die Gewerbefreiheit und Freizügigkeit wurden garantiert. Die Juden erhielten die vollen Staatsbürgerrechte. Bestehende Heiratsbeschränkungen für Arme wurden aufgehoben. Der konservative Leitende Minister Joseph von Linden wurde durch den eher liberal ausgerichteten Karl von Varnbüler (1809–1889) ersetzt.

### Württemberg als Bundesstaat im Deutschen Kaiserreich

Standarte König Karls von Württemberg 1864–1891

König Karl war entgegen der Politik seines Vaters ein Verfechter der Bildung eines deutschen Nationalstaats. Als nach dem Krieg Preußens und Österreichs gegen Dänemark 1864 die Spannung zwischen den Bündnispartnern Preußen und Österreich 1866 zum Krieg führte, standen Bayern, Württemberg und Baden auf der Seite Österreichs. Die württembergische Armee wurde am 24. Juli 1866 bei Tauberbischofsheim nur wenige Tage vor dem Waffenstillstand zwischen Preußen und Österreich von preußischen Truppen vernichtend geschlagen. Württemberg schloss daraufhin am 1. August 1866 einen Waffenstillstand mit Preußen. Der Krieg endete am 23. August mit dem Prager Frieden, bei dem Württemberg den kurz zuvor durch Preußen gegründeten Norddeutschen Bund anerkennen und Kriegsentschädigungen an Preußen zahlen musste.
Zuvor hatte Württemberg, wie auch Bayern und Baden, ein zunächst geheim zu haltendes Schutz- und Trutzbündnis abschließen müssen, in welchem zwar die territoriale Integrität garantiert war, das aber den militärischen Oberbefehl im Kriegsfall an Preußen übertrug. Nach Kriegsende wurde in Württemberg die nationalliberale Deutsche Partei unter Führung von Julius Hölder gegründet, deren Ziel der Beitritt Württembergs zum Norddeutschen Bund war. Ihr stand die demokratische Württembergische Volkspartei gegenüber, die bereits 1864 aus der liberalen Fortschrittspartei hervorgegangen war. Die Volkspartei mit ihrem führenden Kopf Karl Mayer schloss sich mit Konservativen und Vertretern des Katholizismus zu einer Allianz zusammen, deren Ziel die Verhinderung eines von Preußen beherrschten Nationalstaats war.
Im Deutsch-Französischen Krieg war die württembergische Armee gemäß dem abgeschlossenen Bündnis dem preußischen Oberbefehl unterstellt. Während des Krieges schloss Württemberg am 25. November 1870 einen Novembervertrag mit dem Norddeutschen Bund, dem es beitrat. Dieser Beitritt geschah mit der Bundesverfassung vom 1. Januar 1871, in der Reichsverfassung vom 16. April 1871 erhielt Württemberg im Bundesrat vier von 58 Stimmen. Von den 397 Abgeordneten des Reichstags kamen 17 aus Württemberg. Als Reservatrechte wurden dem Land die Verwaltung des Eisenbahn-, des Post- und des Fernmeldewesens, die Einnahmen aus der Bier- und Branntweinsteuer und eine eigene Militärverwaltung unter preußischem Oberbefehl zugestanden.
Der politische Machtverlust des Landes und des Herrscherhauses, der mit dem Eintritt ins Kaiserreich einherging, wurde durch eine starke Besinnung auf die württembergische Identität kompensiert. 1876 wurde die Regierung neu organisiert. Kernstück der Reform war die Einrichtung eines Staatsministeriums unter Ministerpräsident Hermann von Mittnacht. König Karl zog sich in den Folgejahren weitgehend aus dem operativen Regierungsgeschäft zurück und widmete sich gemeinsam mit Königin Olga stärker kulturellen und sozialen Aufgaben. Obwohl er Oberhaupt (Summenepiskopus) der württembergischen evangelischen Landeskirche war, legte er starken Wert auf den Ausbau der Rechte der katholischen Minderheit. Dem Königreich Württemberg blieb dadurch ein Kulturkampf wie in Preußen erspart.
Im Alter wurde die Homosexualität König Karls zwar nicht für breite Bevölkerungskreise offensichtlich; sie führte aber beinahe zu einer Staatskrise. Der seit 1883 als Bediensteter des Königs angestellte Amerikaner Charles Woodcock geriet durch seine von der Regierung als anmaßend empfundenen persönlichen Forderungen und durch sein Verhalten zunehmend in die Kritik. Er wurde auch von der Presse angegriffen. Der hieraus 1888 zwischen dem König und Ministerpräsident Mittnacht resultierende Konflikt konnte erst durch Vermittlung Bismarcks mit der Entlassung Woodcocks beendet werden.
König Karl starb am 6. Oktober 1891. Da er keine leiblichen Kinder hatte, ging die Regentschaft auf Wilhelm II. über, den gemeinsamen Sohn seines Cousins Prinz Friedrich von Württemberg und seiner Schwester Prinzessin Katharina von Württemberg.

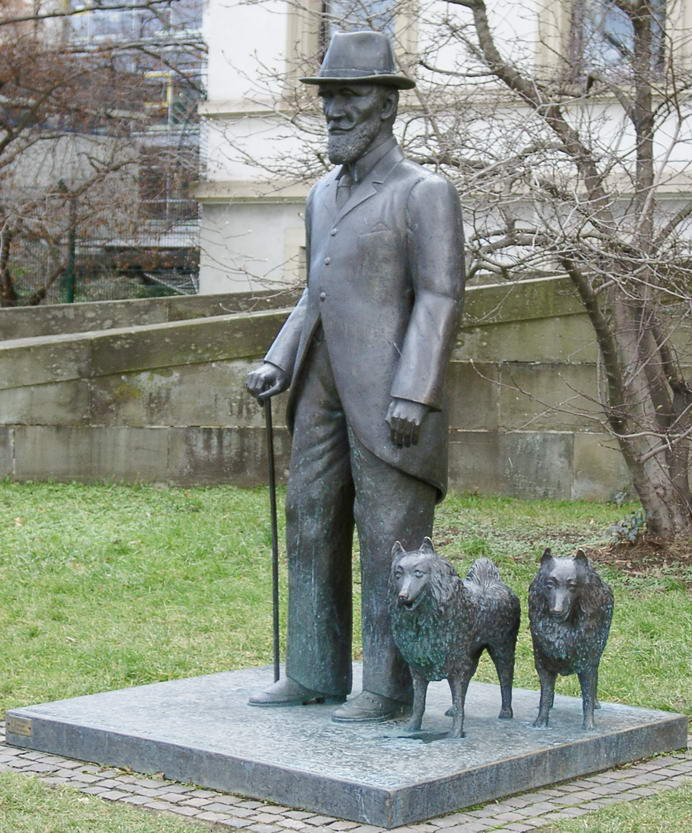
König Wilhelm II.
Denkmal von Hermann-Christian Wilhelm Zimmerle vor dem Wilhelmspalais in Stuttgart

Wilhelm, der sich bereits 1882 mit 34 Jahren aus dem Militärdienst zurückgezogen hatte, stand dem Repräsentationsgehabe Kaiser Wilhelms II. und vieler anderer Regenten der deutschen Bundesstaaten sehr distanziert gegenüber. So ging er im Gegensatz zu seinen Vorgängern keine Heiratsverbindung mit einer der großen europäischen Dynastien ein. Als seine erste Frau Marie von Waldeck-Pyrmont 1882 starb, ließ er sie nicht in der Familiengruft in Schloss Ludwigsburg, sondern bürgerlich auf dem Friedhof in Ludwigsburg beisetzen. Als König residierte er nicht im Stuttgarter Neuen Schloss, sondern wohnte im Wilhelmspalais, das in Größe und Ausstattung einer bürgerlichen Villa der damaligen Zeit entsprach. Er verzichtete auf das damals bei Monarchen übliche Prädikat von Gottes Gnaden auf seinem Briefkopf und trug bürgerliche Anzüge statt Uniformen. Als so genannter Bürgerkönig war er in der Bevölkerung sehr angesehen. Politisch richtete er sich an der Parlamentsmehrheit aus. Seine Amtsführung war eher mit der eines Präsidenten zu vergleichen. Er ernannte zwar der Verfassung entsprechend die Minister, überließ ihnen und dem Landtag aber weitgehend die politische Arbeit. Sein persönlicher Schwerpunkt lag in der Kulturförderung. Hierdurch trug er entscheidend zur Herausbildung einer kulturellen Eigenständigkeit Württembergs im föderalen Kaiserreich bei.
Württemberg war so während der Regentschaft Wilhelms demokratischer organisiert als die anderen deutschen Bundesstaaten. Während in Preußen das Dreiklassenwahlrecht galt, war es in Württemberg fast allen Männer über 25 Jahren möglich, die Zweite Kammer des Landtags zu wählen. Die Wirtschafts- und Sozialstruktur war eher mittelständisch als großindustriell geprägt. Dementsprechend war die Verstädterung und die damit einhergehende Verelendung der Arbeiter geringer als in anderen Teilen des Deutschen Reiches. Dennoch gab es insbesondere in Stuttgart ein nennenswertes und zunehmendes Wohnungselend der Arbeiterschaft. Bürgerliche soziale Initiativen wie der Bau von Arbeiterwohnungen und die Gründung von Konsumvereinen konnten die Not der Arbeiter zwar nicht beseitigen; sie trugen aber dazu bei, dass die Lebensverhältnisse der Unterschicht im Vergleich zum Ruhrgebiet oder zu Berlin deutlich besser waren.
Die Arbeiterbewegung, die sich auch in Württemberg ab der Mitte des 19. Jahrhunderts organisiert hatte, war gemäßigter ausgerichtet als in Preußen. Sie profitierte von der liberalen Politik Karls und Wilhelms II. von Württemberg. Der erste Arbeiterverein war im Mai 1848 in Stuttgart gegründet worden. Die erste gewerkschaftsähnliche Vereinigung war der 1862 ebenfalls in Stuttgart gegründete Gutenberg-Verein der Buchdrucker. Das von 1878 bis 1890 im Deutschen Reich gültige Sozialistengesetz wurde anfangs mit Strenge gehandhabt, jedoch mit den Jahren in Württemberg wesentlich gemildert, so dass sich in Stuttgart namhafte Sozialdemokraten wie etwa J.H.W. Dietz, Wilhelm Blos, Georg Bassler und Karl Kautsky einigermaßen ungehindert betätigen konnten. Nach der Aufhebung des Sozialistengesetzes 1890 gab es auch in Württemberg eine Gründungswelle sozialdemokratischer Vereine. Stuttgart wurde zum Zentrum gewerkschaftlicher Bestrebungen. Der 1891 gegründete Deutsche Metallarbeiter-Verband hatte seinen Sitz ebenfalls in Stuttgart. Ziel der gewerkschaftlichen Arbeit war zunächst die Verkürzung der Arbeitszeit. Ein erster Erfolg war die Einführung des Neun-Stunden-Tags bei Bosch im Jahr 1894. Die zunehmend eigenständige kulturelle Identität der Arbeiterbewegung wurde mit der Gründung der Stuttgarter Waldheime deutlich sichtbar.
Die Landtagswahl von 1895 ergab eine starke Mehrheit für die demokratischen Fraktionen. Die Vormachtstellung der Deutschen Partei wurde gebrochen. Die neue Mehrheit bildeten die demokratische Württembergische Volkspartei und das vor der Wahl gegründete katholische Zentrum. Die SPD kam erstmals mit zwei Sitzen in den Landtag. In den Folgejahren wurde der Parlamentarismus ausgebaut. Es entwickelte sich ein modernes Parteienspektrum aus Konservativen, Nationalliberalen, der Volkspartei, dem Zentrum und der SPD. Die führenden Parteipolitiker in der Spätphase der württembergischen Monarchie waren für die Konservativen Heinrich von Kraut und Theodor Körner, für die Volkspartei Friedrich Payer und Conrad Haußmann, für das Zentrum Adolf Gröber und für die SPD Wilhelm Keil. Auf der kommunalen Ebene wirkten Sozialdemokraten früh an der Politik mit und fanden häufig politischen Konsens mit bürgerlichen Parteien.
Im Landtag hingegen stimmte die sozialdemokratische Fraktion nur ein einziges Mal, im Jahre 1907, dem württembergischen Staatshaushalt zu. Dies war die Gegenleistung für den im August desselben Jahres stattfindenden Internationalen Sozialistenkongress in Stuttgart, der erste seiner Art auf deutschem Boden. Die württembergischen Behörden unterstützten die Organisatoren des Kongresses, sehr zum Missfallen von Kaiser und Reichsregierung in Berlin. An die 900 Delegierte, darunter die in Stuttgart wohnende Frauenrechtlerin Clara Zetkin und der russische Revolutionär Lenin, wurden gastfreundlich empfangen und durften sogar den Wartesaal erster Klasse des Stuttgarter Hauptbahnhofs benutzen. Ungehindert konnte der Kongress sein Programm in der Stuttgarter Liederhalle durchführen und eine Großveranstaltung mit öffentlichen Reden auf dem Cannstatter Wasen abhalten, an der mehr als 30.000 Menschen teilnahmen.
Die Ergebnisse der beiden letzten Landtagswahlen für die Zweite Kammer im Königreich Württemberg sind in der nachfolgenden Tabelle zusammengefasst. Nach der Verfassungsreform von 1906 waren die dort vertretenen Abgeordneten allein vom Volk gewählt:
| Wahljahr | Sozial- demo- kraten | Volks- partei   | Deutsche Partei | Zentrum         | Konservative Partei und Bund der Landwirte |
| -------- | -------------------- | --------------- | --------------- | --------------- | ------------------------------------------ |
| 1906     | 22,6 % 15 Sitze      | 23,6 % 24 Sitze | 10,9 % 13 Sitze | 26,7 % 25 Sitze | 16,2 % 15 Sitze                            |
| 1912     | 26,0 % 17 Sitze      | 19,5 % 19 Sitze | 12,1 % 10 Sitze | 26,8 % 26 Sitze | 15,6 % 20 Sitze                            |

Da König Wilhelm II. keine Söhne hatte, war abzusehen, dass die Thronfolge von der protestantischen Linie des Hauses Württemberg mit Albrecht von Württemberg auf die katholische Seitenlinie übergehen würde. Diese Perspektive alarmierte das tonangebende protestantische liberale Bürgertum Württembergs, und es kam zu vielfältigen Diskussionen über das künftige Verhältnis von Kirche und Staat. So kam es zu der etwas paradoxen Situation, dass im überwiegend katholischen Nachbarland Baden eine protestantische Dynastie herrschte, während im überwiegend evangelischen Württemberg eine katholische Dynastie die Erbfolge antreten sollte.

### Erster Weltkrieg und Ende des Königreichs
Am 1. August 1914 stimmte das Königreich Württemberg wie die anderen Bundesstaaten im Bundesrat der Ermächtigung des Reichskanzlers Theobald von Bethmann Hollweg zu, Frankreich und Russland den Krieg zu erklären. König Wilhelm unterzeichnete daraufhin den Kriegsaufruf an sein Volk am 2. August, obwohl er die allgemeine Kriegsbegeisterung der Bevölkerung nicht teilte. Bis 1918 gab es 508.482 württembergische Kriegsteilnehmer, was mehr als einem Fünftel der Bevölkerung entsprach. 71.641 württembergische Soldaten fielen dem Krieg zum Opfer.
Im Zuge der Novemberrevolution trat die württembergische Regierung am 6. November 1918 zurück, um einer parlamentarischen Regierung Platz zu machen. Als Staatssekretär Philipp Scheidemann am 9. November von einem Fenster des Reichstags in Berlin die Republik ausrief, fanden in Stuttgart ebenfalls Kundgebungen statt. Bereits am Vormittag besetzten Demonstranten das Wilhelmspalais. Am Nachmittag wurde im Landtag eine provisorische Regierung aus den beiden sozialistischen Parteien SPD und USPD unter Wilhelm Blos gebildet. König Wilhelm verließ darauf noch am Abend des 9. November Stuttgart und zog ins Jagdschloss Bebenhausen. Am 30. November erklärte der 70-jährige seinen Thronverzicht und nahm den Titel eines Herzogs von Württemberg an. Württemberg wurde als Volksstaat Teil des Deutschen Reiches in der Zeit der Weimarer Republik.

## Staatsaufbau und Verwaltung

### Verfassung

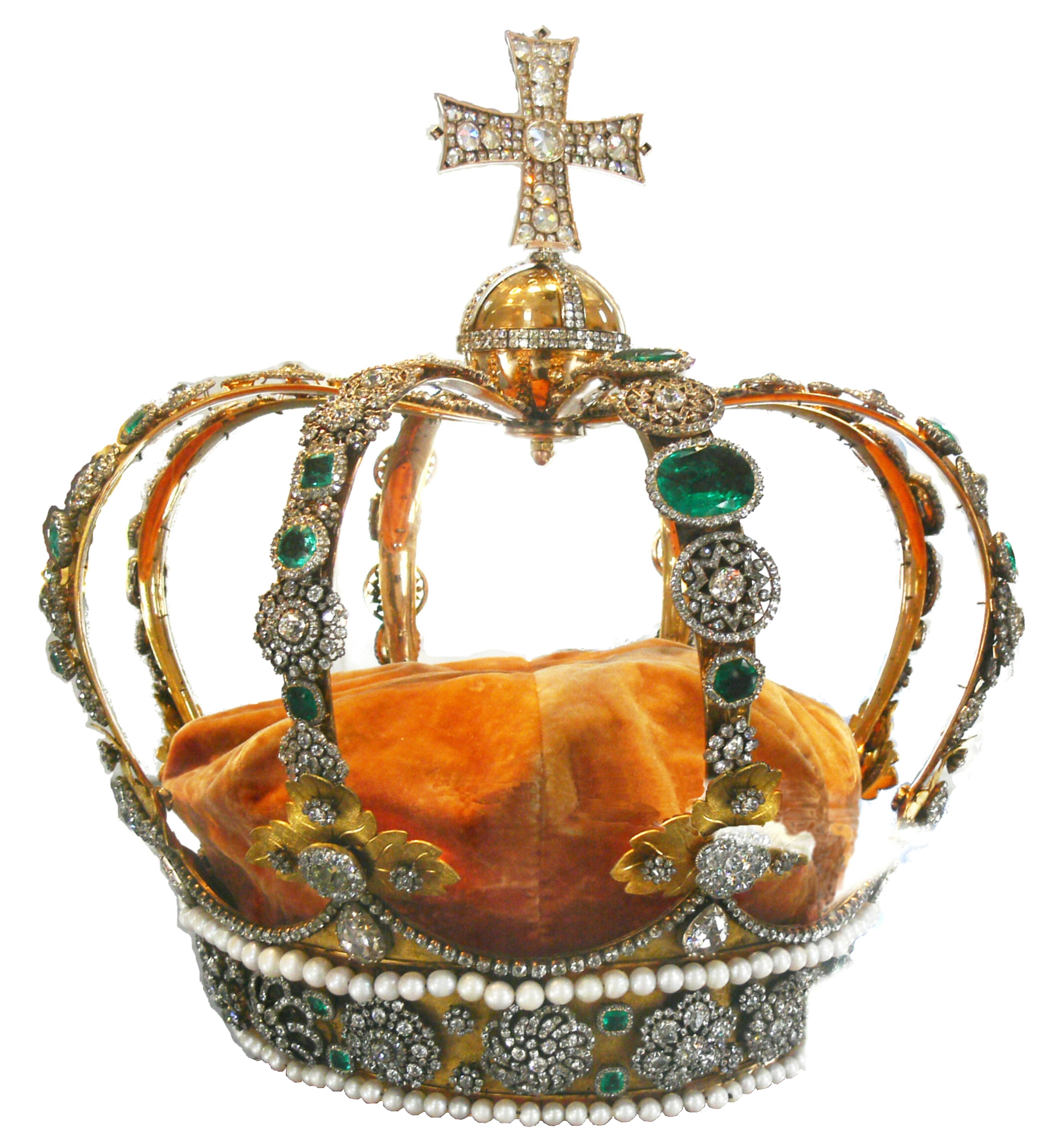
Württembergische Königskrone

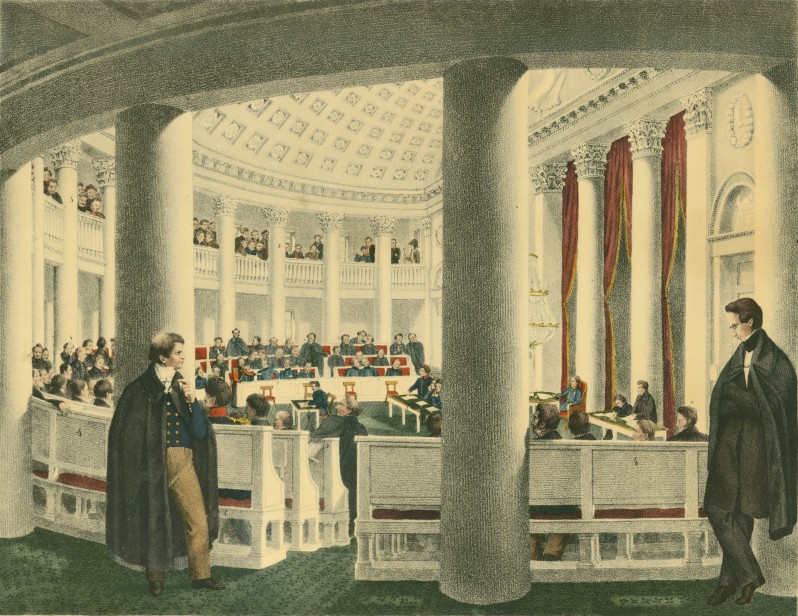
Halbmondsaal im Stuttgarter Landtag 1833

Die Verfassung des Königreichs Württemberg wurde am 25. September 1819 von König Wilhelm I. erlassen. Sie umfasste zehn Kapitel mit insgesamt 205 Paragrafen.
In Kapitel I wurde Württemberg als Staat und als Teil des Deutschen Bundes definiert. Kapitel II definierte den König als Staatsoberhaupt und regelte die Thronfolge. Der König war alleiniger Inhaber der Staatsgewalt, die er jedoch nur im Rahmen der Verfassung ausüben konnte (§ 4). Unter anderem ernannte und entließ er die Mitglieder der im Geheimen Rat vertretenen Regierung (§ 57). Er vertrat den Staat nach außen (§ 85), hatte das Initiativrecht für die Gesetzgebung (§ 172), erließ die Verordnungen (§ 89) und hatte die Oberaufsicht über die Gerichtsbarkeit (§ 92). Kapitel III regelte die staatsbürgerlichen Rechte und Pflichten. Der Staat wurde verpflichtet, die Bürgerrechte zu sichern (§ 24), zu denen unter anderem die Freiheit der Person, die Freizügigkeit, die Gewerbefreiheit (§ 29) und das Eigentum (§ 30) gehörten. Die Pressefreiheit (§ 28) stand unter einem Gesetzesvorbehalt. Kapitel IV regelte die Organisation und die Aufgaben des Geheimen Rats und der Verwaltung. Durch die Bildung einer parlamentarisch legitimierten Regierung 1848 unter Friedrich Römer verlor der Geheime Rat seine bisherige Bedeutung. Ab 1876 wurde die Regierung in das neu eingerichtete Staatsministerium der Regierung Mittnachts überführt. Der Geheime Rat bestand bis 1911 weiter als eine den König beratende Staatsbehörde. Die Verfassung sah die Ministerien der Justiz, der auswärtigen Angelegenheiten, des Innern, des Kriegswesens und der Finanzen vor (§ 56). Die jeweiligen Minister gehörten dem Geheimen Rat und später dem Staatsministerium an. 1848 wurde das Ministerium des Kirchen- und Schulwesens aus dem Innenministerium ausgegliedert. Sämtliche Mitglieder des Geheimen Rats wurden vom König gewählt und entlassen (§ 57). In Kapitel V waren die Rechte der Gemeinden und Gebietskörperschaften geregelt. Es galt das Prinzip der kommunalen Selbstverwaltung. Kapitel VI definierte das Verhältnis der drei im Königreich vorhandenen christlichen Kirchen zum Staat. Kapitel VII befasste sich mit der Ausübung der Staatsgewalt. Die Gesetzgebung war an die Zustimmung der Landstände gebunden (§ 88); alle Gesetze mussten konform zur Verfassung sein (§ 91). Die Gerichtsbarkeit war unabhängig (§ 93). Kapitel VIII regelte das Finanzwesen. Kapitel IX legte die Zusammensetzung und die Organisation der Landstände fest, deren Hauptaufgabe die Mitwirkung an der Gesetzgebung durch Einwilligung zu den von der Regierung vorgelegten Gesetzentwürfen war (§ 124). Die Landstände waren als Zweikammersystem organisiert. Mitglieder der als Kammer der Standesherren bezeichneten ersten Kammer waren die Prinzen des Königlichen Hauses, die Vertreter des Adels und der ehemaligen standesherrlichen Gemeinschaften in Altwürttemberg sowie vom König erblich oder auf Lebenszeit ernannte Mitglieder (§ 129). Die als Kammer der Abgeordneten bezeichnete zweite Kammer bestand aus Mitgliedern kraft Amtes, aus 13 gewählten Vertretern des ritterschaftlichen Adels und aus vom Volk gewählten Vertretern der Städte und Oberämter (§ 133). Die Wahlperiode betrug sechs Jahre (§ 157). Die gewählten Abgeordneten waren weisungsungebunden (§ 155). Kapitel X regelte die Organisation und die Aufgaben des Staatsgerichtshofs.
Nach der Deutschen Revolution von 1848 wurde eine verfassungsgebende Landesversammlung eingerichtet und nach ihrer Wahl vom König wieder aufgelöst.
Zu nennenswerten Änderungen der Verfassung und ihrer Anwendung kam es durch die Reichsgründung 1871 und durch die Verfassungsgesetze von 1906 und 1911. 1906 wurde das Zweikammersystem neu definiert, so dass in der zweiten Kammer nur noch vom Volk gewählte Abgeordnete vertreten waren. Zugleich wurde für die zweite Kammer das allgemeine und gleiche Wahlrecht eingeführt. Bei der Verfassungsänderung von 1911 wurde der Geheime Rat endgültig abgeschafft.

### Verwaltungsgliederung
Das Königreich Württemberg wurde 1810 in zwölf Landvogteien eingeteilt, die sich in 64 Oberämter gliederten. 1818 wurden die zwölf Landvogteien durch vier als Kreise bezeichnete Regierungsbezirke ersetzt, die erst zum 1. April 1924 aufgelöst wurden. Der Donaukreis hatte seinen Sitz in Ulm, der Neckarkreis in Ludwigsburg, der Jagstkreis in Ellwangen und der Schwarzwaldkreis in Reutlingen.

### Grundzüge der Kommunalverwaltung
Nach der Verfassung von 1819 galt in den württembergischen Gemeinden das Prinzip der kommunalen Selbstverwaltung, deren praktische Ausgestaltung durch das Verwaltungsedikt vom 1. März 1822 festgelegt wurde. Der Ortsvorsteher, der in den Städten als Stadtschultheiß und in den Dörfern als Schultheiß bezeichnet wurde, wurde von den wahlberechtigten Bürgern aus drei Bewerbern auf Lebenszeit gewählt. Er vertrat die Gemeinde und führte den Vorsitz im Gemeinderat. Der Gemeinderat bestand je nach Größe der Gemeinde aus sieben bis 21 Mitgliedern, die ebenfalls auf Lebenszeit gewählt waren. Für die laufenden Geschäfte wurden verschiedene Ausschüsse eingerichtet, deren wichtigster der durch den Pfarrer und den Stiftungspfleger erweiterte Kirchenkonvent war. Zweites Gremium in der Gemeinde war der Bürgerausschuss, dessen Mitglieder auf Zeit gewählt wurden. Beschlüsse des Gemeinderats waren von der Anhörung und Zustimmung des Bürgerausschusses abhängig. Gemeindebeamte waren der Ratsschreiber, dessen Amt in kleinen Gemeinden häufig vom Schultheiß mit ausgeführt wurde, und der Gemeindepfleger für das Kassen- und Rechnungswesen. Der Gemeindepfleger durfte nicht gleichzeitig Ratsschreiber sein. Sofern Schultheiß oder Gemeindepfleger nicht die für ihre Aufgaben notwendige Ausbildung vorweisen konnten, mussten die Gemeinden einen Verwaltungsaktuar beschäftigen, der von den jeweiligen Oberämtern auf Kosten der Gemeinde gestellt wurde. Durch Gesetz vom 6. Juli 1849 wurde die Wahl der Gemeinderäte auf Lebenszeit abgeschafft und durch eine sechsjährige Wahlperiode ersetzt. Die Wahl der Ortsvorsteher auf Lebenszeit wurde erst durch die Gemeindeordnung vom 28. Juli 1906 abgeschafft.
Hauptaufgaben der Gemeinde waren die Wohlfahrtspflege, das Schulwesen und die Angelegenheiten der Ortspolizei. Die Gerichtsbarkeit lag nicht bei den Gemeinden. Die Kirchenkonvente konnten allerdings in Fragen der Sittlichkeit kleinere Geld- und Arreststrafen verhängen. Der Ortsvorsteher konnte in seiner Funktion als Friedensrichter zwar keine Urteile fällen, jedoch als Schlichter in zivilrechtlichen Streitangelegenheiten eine Einigung oder in Privatklagesachen einen als Sühneversuch bezeichneten außergerichtlichen Vergleich herbeiführen. Nach dem Polizeistrafgesetzbuch vom 2. Oktober 1839 erhielten der Gemeinderat und der Ortsvorsteher für definierte Strafsachen eine Strafbefugnis.
Nächsthöhere Gebietskörperschaft nach der Gemeinde war das Oberamt. Die Oberämter hatten neben ihren im Rahmen der kommunalen Selbstverwaltung selbst definierten Aufgaben auch vom Land übertragene Staatsaufgaben wahrzunehmen. Darüber hinaus übernahmen sie in großem Umfang freiwillig gesetzliche Verpflichtungen der Gemeinden, wie zum Beispiel die Unterhaltung von Gemeindeverbindungsstraßen. Organe des Oberamts waren der Oberamtmann und die Amtsversammlung, in der sämtliche Gemeinden des Oberamts vertreten waren. Sie trat jährlich ein- bis zweimal zusammen. Die laufenden Geschäfte erledigte der Amtsversammlungsausschuss, der einen Aktuar als Vorsitzenden und gleichzeitig Stellvertreter des Oberamtmanns bestellte. Als Kassenverwalter wurde ein Oberamtspfleger bestellt, der Sitz und beratende Stimme in der Amtsversammlung hatte.
Seit der Verwaltungsreform nach dem Regierungsantritt Wilhelms I. wurde die Verwaltung von der Judikative getrennt. Hierzu wurde in jedem Oberamt ein Oberamtsgericht mit einem Oberamtsrichter als Vorsitzendem eingerichtet. Dem Oberamtsgericht waren zur Durchführung der formalen Rechtsgeschäfte im Oberamt und den zugehörigen Gemeinden Gebietsnotare und ihnen zuarbeitende Amtsnotare unterstellt.

### Grundzüge der Landesverwaltung
Die Exekutive war unter der Leitung des Königs den einzelnen Ministerien übertragen. Es bestanden die fünf klassischen Ministerien der Justiz, der auswärtigen Angelegenheiten, des Innern, des Kriegswesens und der Finanzen, die ab 1848 um ein zunächst Ministerium des Kirchen- und Schulwesens genanntes Kultusministerium ergänzt wurden. Die Staatsverwaltung wurde zum Teil dezentral in den vier als Kreise bezeichneten Regierungsbezirken und zum Teil zentral durch den Ministerien untergeordnete Zentralbehörden ausgeführt.
Beispiele für Zentralbehörden in den Geschäftsbereichen der einzelnen Ministerien waren unter anderem die Landgestütskommission (siehe auch: Haupt- und Landgestüt Marbach) und Generaldirektion der württembergischen Poststellen (siehe auch: Württemberg (Postgeschichte und Briefmarken)) im Ministerium des Innern, das Haus- und Staatsarchiv (siehe auch: Hauptstaatsarchiv Stuttgart) im Ministerium für auswärtige Angelegenheiten sowie die Oberrechnungskammer und die Staatskassenverwaltung im Ministerium der Finanzen. Jede Zentralbehörde wurde von einem Direktor geleitet.
Die Kreise hatten zum Zeitpunkt ihrer Errichtung 1818 etwa so viele Einwohner wie ein französisches Département. In jedem Kreis war eine Regierung, eine Finanzkammer und ein Gerichtshof eingerichtet. Die Kreisregierungen waren unter anderem Oberbehörde in der Landespolizeiverwaltung und der Staatswirtschaft. Zu ihren Aufgaben gehörte bis 1848 auch die Förderung von Landwirtschaft, Gewerbe und Handel und bis 1872 das Straßenbauwesen. Sie waren außerdem Aufsichtsbehörde für die Oberämter in ihrem Gebiet.
Neben der Ortspolizei wurde ab 1807 auch die Gendarmerie („Landreuterkorps“) als Landespolizei aufgebaut, die ab 1823 den Namen Landjägerkorps trug. Sie hatte die Aufgabe, die Staats- und Gemeindebehörden in ihrer Tätigkeit zur Erhaltung der Sicherheit und bei der Verfolgung von strafbaren Handlungen zu unterstützen. Das Landjägerkorps war militärisch organisiert. Leiter war der Korpskommandant, der den Bezirkskommandanten in den vier Kreisen vorstand. Es umfasste 1823 441 Mann, die auf die Oberämter verteilt und in jedem Oberamt von einem Stationskommandanten befehligt wurden.

### Grundzüge des Heerwesens

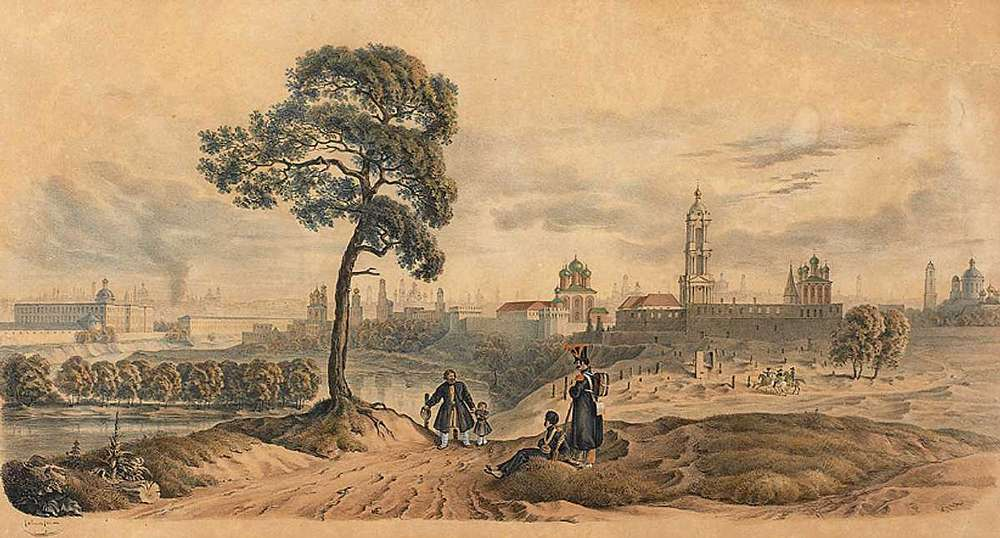
Ansicht von Moskau im Spätsommer 1812. Skizze des württembergischen Oberleutnants Faber du Faur während des Russlandfeldzugs

Württemberg besaß bereits vor dem Zeitpunkt seiner Gründung als Königreich 1806 bis zum Ende der Monarchie in der Novemberrevolution 1918 und noch kurze Zeit darüber hinaus eine eigene Armee, die jedoch mit der Reichsgründung 1871 in die Kommandostrukturen der preußischen Armee eingebunden wurde und somit von 1871 bis 1918 ein Teil des Deutschen Heeres war. Während das Nachbarkönigreich Bayern seine volle Militärautonomie in Friedenszeiten über das Jahr 1871 hinaus behalten durfte, konnte Württemberg diesen Autonomiegrad nach der Reichseinigung nicht durchsetzen. Württemberg blieb ähnlich dem Königreich Sachsen eine eingeschränkte Militärhoheit erhalten. Das im Jahre 1806 gegründete württembergische Kriegsministerium bestand noch bis 1919 weiter.
Bei seinem Regierungsantritt als Herzog von Württemberg übernahm Friedrich II. ein stehendes Heer in der Stärke von 4.264 Mann und 465 Pferden. Für den Dritten Koalitionskrieg Frankreichs gegen Österreich und Russland im Jahre 1805 musste Württemberg ein Kontingent von 6.300 Mann mit 800 Pferden und 16 Geschützen stellen, jedoch kam dieses nicht in Feindberührung.
Bei Annahme der Königswürde im Jahre 1806 umfasste das württembergische Heer bereits 9.928 Mann und 1.510 Pferde. Davon gehörten 8.109 Mann zur Infanterie, 1.353 Mann mit 1.270 Pferden zur Kavallerie und 466 Mann mit 240 Pferden zur Artillerie. Die Mitgliedschaft im Rheinbund machte für Württemberg die Aufbietung eines Kontingents von 12.000 Mann notwendig. Damit dies möglich war, erließ König Friedrich I. am 6. August 1806 ein Militärkonskriptionsgesetz, welches im Prinzip auf dem Gedanken der allgemeinen Wehrpflicht beruhte.
Im Vierten Koalitionskrieg Frankreichs gegen Preußen wurden die württembergischen Truppen im Jahre 1806 in einer Stärke von 12.000 Mann Infanterie und 1.500 Pferden hauptsächlich zur Belagerung der preußischen Festungen Glogau, Breslau, Schweidnitz, Neisse und Kolberg eingesetzt. Im Fünften Koalitionskrieg 1809 gegen Österreich zogen 13.000 Mann, 2.600 Pferde und 22 Geschütze aus Württemberg mit in die Auseinandersetzung. Sie kamen in der Schlacht bei Eggmühl zum Einsatz. Weitere Gefechte entlang der Donau folgten. Im Jahr 1809 hatte Württemberg insgesamt 28.600 Mann unter Waffen, dazu 3.844 Pferde und 36 Geschütze.
Für den Russlandfeldzug im Jahre 1812 steuerte Württemberg 15.800 Mann, 3.400 Pferde und 30 Geschütze zur Grande Armée bei. Davon kamen 2.400 Mann bis Moskau durch, jedoch ging das Kontingent beim Rückmarsch nach Einbruch des Winters durch Erfrierungen, Krankheiten und die verfolgende Russische Armee bis auf wenige hundert Mann elend zu Grunde. Nach dieser militärischen Katastrophe musste Württemberg 1813 noch einmal 11.600 Mann und 2.700 Pferde für Napoleon gegen die Koalition von Russland, Preußen und Österreich in Marsch setzen. Dabei erlitt die Truppe erneut empfindliche Verluste in den Schlachten bei Bautzen, Lauban, Groß-Görschen und Dennewitz.
Nachdem sich Württemberg zum Ende des Jahres 1813 vom Bündnis mit Napoleon losgesagt hatte und ins Lager der Verbündeten Mächte gegen Frankreich gewechselt war, wurden 1814 24.000 Mann, 2.900 Pferde und 24 Geschütze der württembergischen Armee zum Vormarsch nach Paris aufgeboten. Zum Ende der Koalitionskriege im Jahre 1815 umfasste das Heer insgesamt 22.734 Mann mit 2.967 Pferden. Davon gehörten 16.485 Mann mit 48 Pferden zur Infanterie, 3.399 Mann mit 2.547 Pferden zur Kavallerie und 2.138 Mann mit 309 Pferden zur Artillerie. Dazu kamen 456 Mann der Gendarmerie mit 63 Pferden, 190 Mann im Ehren-Invaliden-Corps und 66 Offiziere der verschiedenen Stäbe. In militärischen Einheiten gerechnet waren dies 24 Bataillone Fußtruppen, 24 Schwadronen Reiterei und 13 Geschütz- und Ouvrierkompanien.
1815 ging für das Königreich Württemberg die größte Kriegszeit vor Ausbruch des Ersten Weltkriegs zu Ende. Die Koalitions- und Befreiungskriege hatten für die württembergische Armee zum Verlust von insgesamt 269 Offizieren und 26.623 Soldaten geführt. Etwa 75 % der Verluste entfielen dabei auf die Jahre 1812 und 1813. Die ordentlichen Militäretats beliefen sich zwischen 1810 und 1816 auf 3,8 Millionen Gulden, etwa 33 % der Staatsausgaben. Die wirtschaftlichen Verluste der Kriegsjahre von 1792 bis 1813 wurden ohne die Hinzurechnung der ordentlichen Militäretats auf etwa 65 Millionen Gulden beziffert.

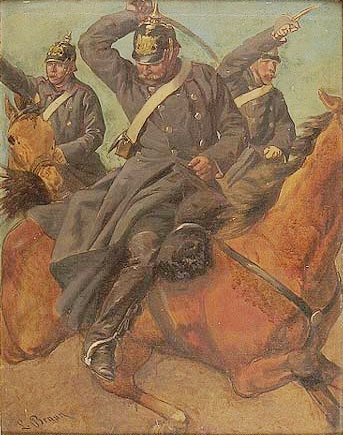
Louis Braun: Württembergische Dragoner

Als 1816 König Wilhelm I. den Thron bestieg, organisierte er das Heerwesen 1817 neu, was hauptsächlich auf die Reduzierung der Truppenzahl hinauslief. Die württembergische Armee bestand zu Zeiten des Deutschen Bundes aus acht Regimentern Infanterie mit je zwei Bataillonen zu vier Kompanien. Jeweils zwei dieser acht Regimenter waren auf insgesamt vier Brigaden verteilt. Je zwei Brigaden gehörten den beiden Infanterie-Divisionen an. Die Infanterie hatte nun eine Sollstärke von 11.352 Mann. Die Kavallerie mit 2.851 Mann bestand aus einer Division mit zwei Brigaden zu je zwei Regimenten. Jedes dieser insgesamt vier Reiterregimenter bestand aus vier Schwadronen. Dazu kam eine Schwadron Leibgarde zu Pferd mit 163 Mann. In der Artillerie-Brigade gab es ein Bataillon zu Pferde mit drei Batterien und ein Bataillon zu Fuß mit vier Batterien. Die Artillerie umfasste 1113 Mann. An der Spitze der Armee stand das Kriegsministerium, dem seit 1849 ein so genanntes Korpskommando nachgeordnet wurde. Dazu gab es den Generalstab mit 16 Offizieren, den Generalquartiermeisterstab mit einer Pionierkompanie und zwei Garnisonskompanien. Eine aus 40 Mann bestehende Feldjäger-Schwadron sorgte für die innere Sicherheit der Truppe. Es bestand allgemeine Wehrpflicht mit einer Dienstzeit von sechs Jahren, jedoch konnten sich die Rekruten nach der Grundausbildung beurlauben lassen. Deshalb waren zu Anfangszeiten der Regierung König Wilhelms I. tatsächlich nur noch etwa 6.500 Mann im ständigen Dienst.
Für den Verteidigungsfall des Deutschen Bundes hatte Württemberg ein Gesamtkontingent von 13.955 Mann zu stellen. Davon entfielen auf die Infanterie 10.816 Mann, auf die Kavallerie 1.994 Mann und auf die Artillerie und Pioniere 1.145 Mann. Dieses Kontingent bildete die 1. Division des VIII. Bundesarmeekorps. Eine starke Festungsanlage des Deutschen Bundes auf dem Boden des Königreichs Württemberg war die Bundesfestung Ulm.
Zum Einsatz kamen während der revolutionären Unruhen des Jahres 1848 das 7. Infanterieregiment aus Ludwigsburg, welches die gefährdete Nordwestgrenze zum badischen Taubergrund sicherte, und das 8. Infanterieregiment aus Heilbronn zur Niederschlagung von Unruhen in Hohenlohe. Weitere Einheiten verstärkten 1848/49 die Nordgrenze des Deutschen Bundes gegen Dänemark und beteiligten sich mit Truppen aus Preußen, Mecklenburg und Hessen am so genannten Neckarkorps zur Niederschlagung der Revolution in Baden.
Der nächste Kriegseinsatz erfolgte im Deutschen Krieg gegen Preußen. Im Rahmen des VIII. Bundesarmeekorps waren württembergische Einheiten in die Gefechte bei Tauberbischofsheim verwickelt. Die Niederlage ebnete 1867 den Weg für eine Heeresreform nach preußischem Vorbild, welche vom späteren Kriegsminister Albert von Suckow durchgeführt wurde. Im Deutsch-Französischen Krieg umfasste die württembergische Felddivision insgesamt 15 Bataillone, 10 Schwadronen, 54 Geschütze und zwei Pionierkompanien, die der Dritten Armee angehörten. In der Schlacht bei Wörth fielen 356 Soldaten aus Württemberg und in der Schlacht von Champigny gab es 1970 Gefallene und Verwundete. Im gesamten Deutsch-Französischen Krieg kamen 650 württembergische Soldaten ums Leben, darunter 37 Offiziere, und rund 2000 Soldaten wurden verwundet, darunter 110 Offiziere.
Seit 1871 unterstand das württembergische Heer dem Generalkommando des XIII. Armeekorps mit Sitz in Stuttgart. Die 1. königlich württembergische Division wurde zur 26. Division mit Sitz des Divisionskommandos in Stuttgart und die 2. königliche württembergische Division zur 27. Division mit Sitz in Ulm.

### Nationale Symbole

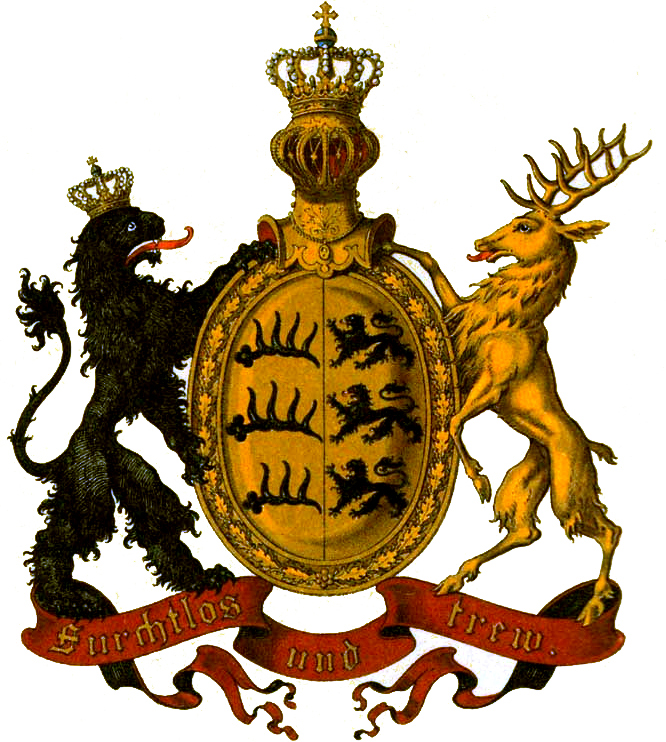
Wappen des Königreichs ab 1817

Das Wappen des Königreichs Württemberg bestand aus einem ovalrunden mit goldenem Eichenkranz umwundenen Schild, der in zwei Hälften geteilt war. In der linken Hälfte waren die drei liegenden Hirschstangen des Hauses Württemberg abgebildet, rechts die drei staufischen Löwen des ehemaligen Herzogtums Schwaben. Schildhalter waren ein schwarzer Löwe und ein goldener Hirsch. Die Schildhalter standen auf einem rot-schwarzen Band mit der Inschrift Furchtlos und trew. Über dem Schild saßen ein Helm und die Krone des Königreichs Württemberg.
Die Flagge des Königreichs war oben schwarz und unten rot. Diese Landesfarben wurden per Dekret von König Wilhelm I. am 26. Dezember 1816 eingeführt. Sie lösten die erst am 14. Dezember 1809 eingeführten Farben Schwarz-Rot-Gold ab. Diese Änderung war nicht zuletzt vor dem Hintergrund geschehen, dass Trikoloren während der Vorherrschaft Frankreichs in Europa beliebt geworden waren. Nach den Befreiungskriegen war die damit verbundene revolutionäre Symbolik verpönt; jedoch waren Rot-Gelb nun auch die Landesfarben des neuen Nachbarn Baden, und Schwarz-Gelb waren die habsburgischen Farben, so dass als einzige zweifarbige Kombination Schwarz-Rot übrig geblieben war.

### Währung
Bis 1875 war die Währung des Königreichs Württemberg der Gulden. Ein Gulden bestand aus 60 Kreuzern. Nach der Gründung des Deutschen Reichs wurde durch das Deutsche Münzgesetz vom 9. Juli 1873 und durch die kaiserliche Verordnung vom 22. September 1875 die Goldmark mit Wirkung vom 1. Januar 1876 eingeführt. Der Gulden konnte noch fünf Jahre parallel verwendet werden. Der Umtauschkurs für einen württembergischen Gulden betrug 1,71 Mark für einen Gulden.

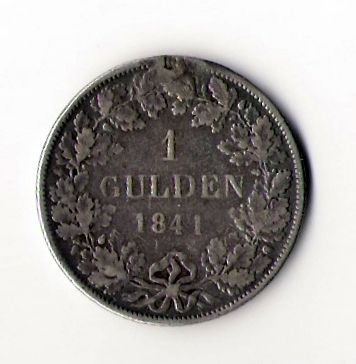
1 Gulden (1841), vorne
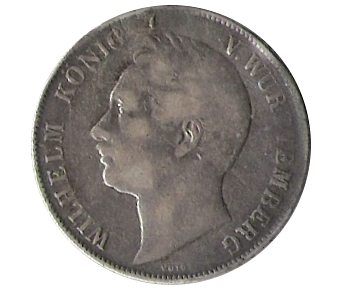
1 Gulden (1841), rückseitig
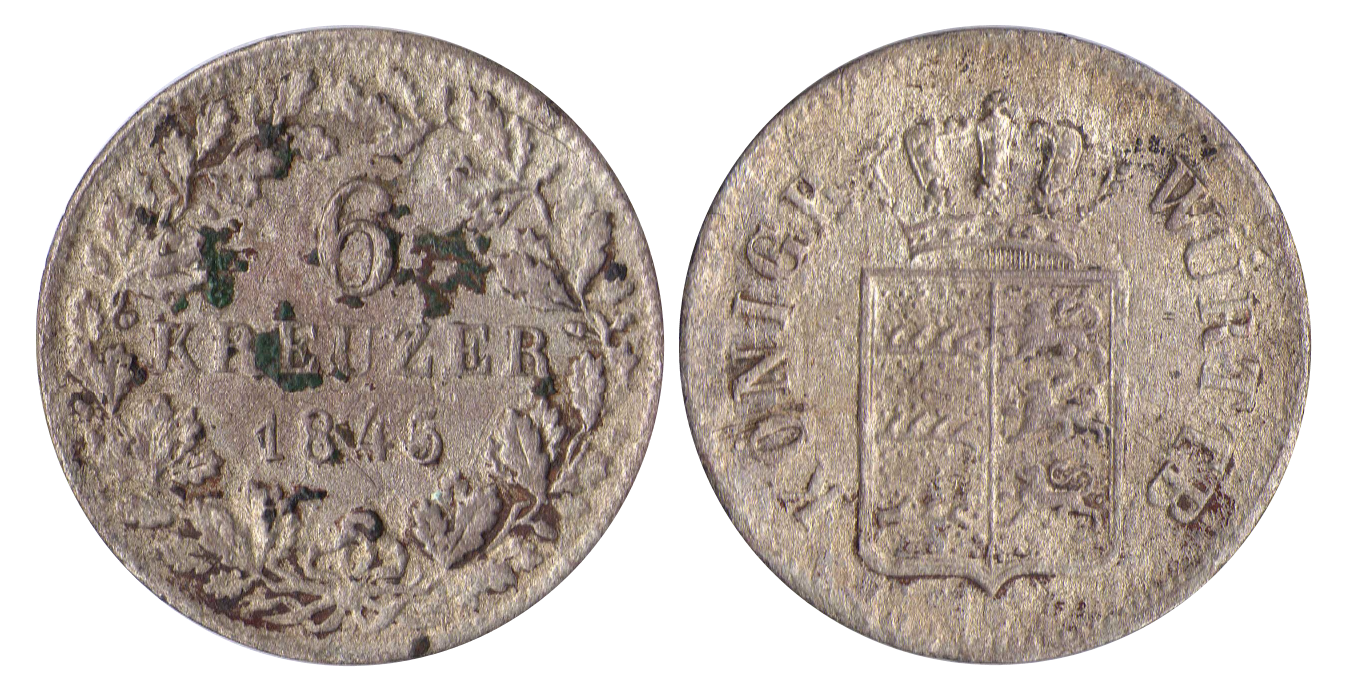
6 Kreuzer (1845)

### Maßeinheiten
Nach einer Revision wurden 1806 per Gesetz die in Altwürttemberg gültigen Maße und Gewichte im gesamten Königreich eingeführt. Diese alten Maße und Gewichte galten bis zum Ende des Jahres 1871. Am 1. Januar 1872 wurden die alten Einheiten durch die metrische Maß- und Gewichtsordnung von 1868 ersetzt.

## Wirtschaftliche Entwicklung
Das Königreich Württemberg war fast während seiner gesamten Existenz im Wesentlichen ein Agrarstaat. Dies änderte sich erst zusehends in den neunziger Jahren des 19. Jahrhunderts, als sich auch in Württemberg der Aufbruch ins Industriezeitalter abzuzeichnen begann. Viele heute noch namhafte Unternehmen wurden bereits in der Mittel- und Spätphase der Monarchie gegründet.

### Der Agrarstaat und seine Krisen
Das Gebiet des alten Herzogtums Württemberg hatte schon von jeher einen wirtschaftlichen Standortnachteil bedingt durch zwei wesentliche Faktoren: Zum einen gibt es auf diesem Gebiet kaum nennenswerte Bodenschätze, die sich in wirtschaftlich abbauen ließen. Zum anderen waren die geografischen und topografischen Bedingungen (Hügellandschaften) für die Ausbildung eines funktionstüchtigen Verkehrsnetzes, das einen umfangreichen Handelsverkehr zur Folge hätte haben können, denkbar schlecht. Das Zentrum Altwürttemberg hatte keine schiffbaren Wasserwege, und selbst das Königreich war zu Beginn nur an seinen Rändern in Ulm an der Donau, dem unteren Neckar bis Heilbronn und dem Bodensee auf dem Wasserweg gut zu erreichen. So kam es, dass die ehemaligen schwäbischen und alemannischen Zentren alle außerhalb des Herzogtums Württemberg lagen, wie etwa Augsburg, Ulm, Ravensburg, Konstanz, Zürich, Basel, Freiburg und Straßburg.
Treffender als mit einem Auszug der auch als Württembergerlied bezeichneten Ballade Justinus Kerners Preisend mit viel schönen Reden aus dem Jahre 1818 kann man die Situation auch für den Beginn des 19. Jahrhunderts kaum zusammenfassen:
Eberhard, der mit dem Barte,
Württembergs geliebter Herr,
Sprach: „Mein Land hat kleine Städte,
Trägt nicht Berge silberschwer“.
Im Jahre 1817 gab es in Württemberg mit seinen etwa 1.380.000 Einwohnern insgesamt 134 Städte. Davon zählten nur fünf Städte mehr als 6.000 Einwohner, nämlich Stuttgart mit 26.306 Einwohnern, Ulm mit 11.417 Einwohnern, Reutlingen mit zirka 9.000 Einwohnern, Heilbronn mit 6.830 Einwohnern und Tübingen mit 6.630 Einwohnern.

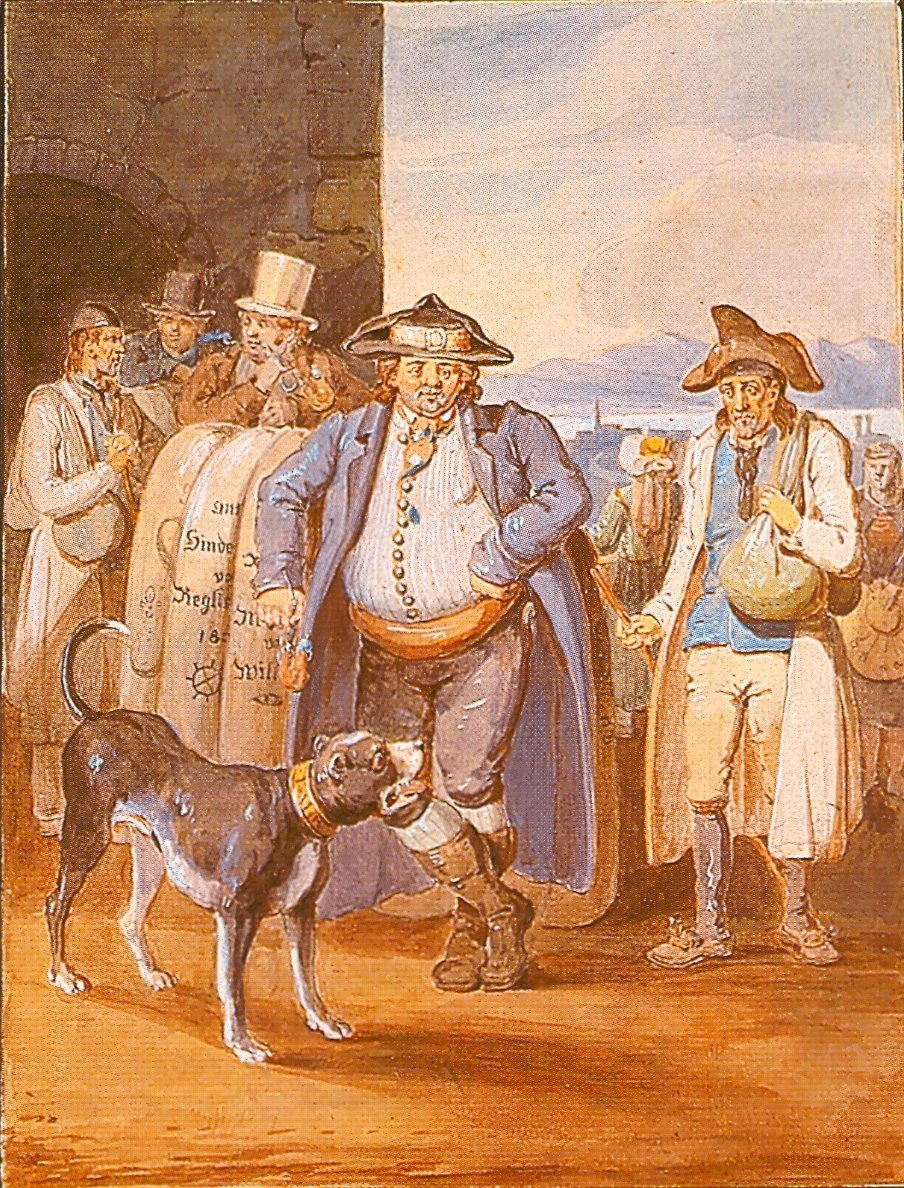
Neuwürttembergischer Falllehen-Bauer und altwürttembergischer Grundbesitzer. Zeitgenössische Darstellung von Johann Baptist Pflug

Das Königreich Württemberg setzte sich aus den Gebieten Altwürttembergs mit einer überwiegend evangelischen Bevölkerung (zirka eine Million Protestanten) mit einem Hang zum Pietismus und den in starkem Maße vom Katholizismus geprägten Gebieten Neuwürttembergs zusammen (zirka 400.000 Katholiken). In Altwürttemberg gab es die Praxis der Realteilung im Erbrecht. Diese führte dazu, dass die Bauernhöfe immer kleinere Grundstücke zur Bewirtschaftung zur Verfügung hatten. Die ländliche Bevölkerung hatte notgedrungen ihr Auskommen durch einen zusätzlichen Beruf, ein Handwerk, zu bestreiten. So entstand schon früh eine aus Not und Mangel geborene Tüchtigkeit, die ja noch heute für die Schwaben, als die sich die Württemberger gerne selbst bezeichnen, sprichwörtlich ist. In den neuwürttembergischen Gebieten stellte sich dies bedingt durch das dort eher verbreitete Anerbenrecht etwas anders dar. Dort konnte ein Bauer oft ein relativ wohlhabender Mann sein. Anfang des 19. Jahrhunderts waren noch mehr als zwei Drittel der Bevölkerung in der Landwirtschaft tätig.
Insgesamt betrachtet war die wirtschaftliche Situation Württembergs zu Beginn des 19. Jahrhunderts geprägt von Mangel und Not für weite Bevölkerungskreise, bedingt durch den lang anhaltenden Kriegszustand von 1792 bis 1815, der nur von kurzen Phasen des Friedens oder Waffenstillstands unterbrochen wurde. Zwar fanden die meisten Schlachten dieser Zeit nicht auf dem Gebiet des Königreichs statt, aber die ständigen Truppendurchzüge verbunden mit Einquartierungen, Beschlagnahmung von Lebensmitteln und Futter bis hin zu Plünderungen und Brandschatzungen waren eine ständige Bedrückung in dieser Zeit. Dazu kamen ab 1811 Missernten, die 1816 zu katastrophalen Versorgungsengpässen bei der ärmeren Bevölkerung führten. In der schrecklichen Not wurden so genannte Hungerbrötchen gebacken, die einigermaßen erschwinglich waren. Diese Hungerbrötchen waren deutlich kleiner als üblich. Das Mehl war gestreckt mit Sägemehl oder sonstigen unzulänglichen Zusatzstoffen. Durch die gute Ernte des Jahres 1817 kam die lang ersehnte Erlösung von der schlimmsten Not. Fröhliche Erntedankfeste wurden daraufhin im ganzen Land gefeiert. König Wilhelm reagierte angesichts der überwundenen Not mit einer energischen Förderung der Landwirtschaft, um ähnlichen Notlagen zukünftig besser begegnen zu können. Dies führte ab 1818 zur Abhaltung einer alljährlichen landwirtschaftlichen Leistungsschau, der Vorläuferin des Cannstatter Volksfestes, und der Gründung des landwirtschaftlichen Instituts in Hohenheim.

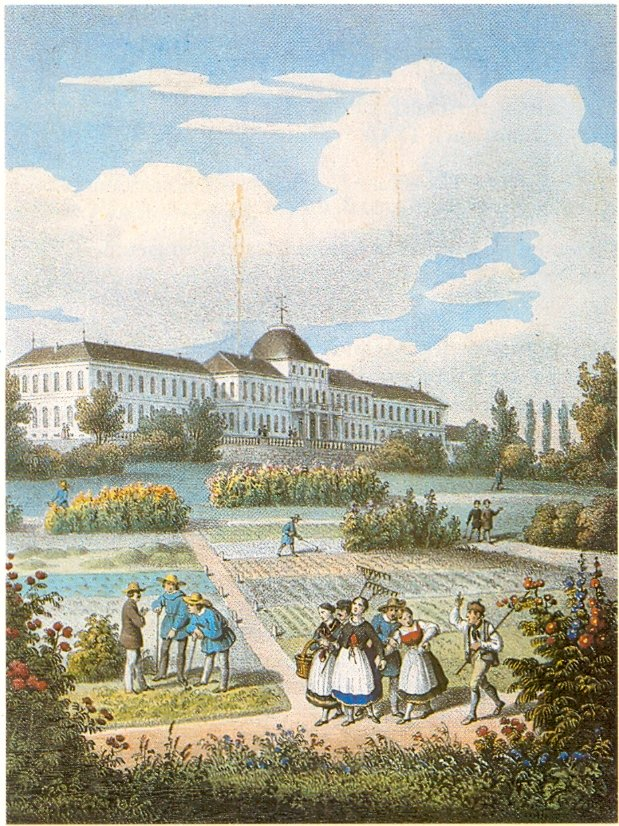
Königlich Württembergisches Land- und Forstwirtschaftliches Institut Hohenheim

Während die Agrarpreise im Hungerjahr 1816 aufgrund des Mangels extrem anstiegen und die Wucherei auf Kosten der Notleidenden ein allseits zu bekämpfendes Problem war, verfielen sie seit 1817 zusehends. Der Preisverfall führte bis 1826 zu einer regelrechten Agrarkrise und damit einhergehend zur Verarmung der bäuerlichen Bevölkerung. Bereits 1844 kündigte sich eine neue Wirtschaftskrise mit Inflation und Arbeitslosigkeit an, die in einem neuerlichen Hungerjahr 1847 mit Hungerrevolten gipfelte. Die Agrarkrise hielt noch bis etwa 1855 an.
Das Königreich blieb im Grunde während der ganzen Regierungszeit König Wilhelms I. mehr oder weniger deutlich von den Auswirkungen des Pauperismus gekennzeichnet. Überwiegend aus wirtschaftlich-sozialen Gründen wanderten von 1815 bis zur Gründung des Deutschen Reichs 1871 mindestens 400.000 Württemberger nach Osteuropa oder Amerika aus, was einem Jahresdurchschnitt von 4.200 Menschen entspricht. Allein von 1800 bis 1804 wanderten etwa 17.500 Personen hauptsächlich nach Osteuropa aus, ehe ein Verbot König Friedrichs, das von 1807 bis 1815 galt, die Auswanderung untersagte. Nach Aufhebung des Verbots stieg die Zahl der Auswanderer 1816 und 1817 sprunghaft an. Sie betrug jeweils etwa 20.000 Personen pro Jahr. Als Gründe für die Auswanderung kamen nicht nur Armut und Arbeitslosigkeit, sondern auch die drückende Steuerlast und die verbreitete Willkür der Obrigkeit zum Tragen. Namentlich das elende Schreibereiwesen führte zum Entschluss, der Heimat den Rücken zu kehren, weil unter diesen staatlichen Repressionen für viele keine Entfaltungsmöglichkeit für die Zukunft ersichtlich schien.
Da aus Mangel an Kohle eine frühe Industrialisierung Württembergs ausgeschlossen war und auch die Produktion schwerer Güter an den schlechten Transportmöglichkeiten scheiterte, war das Handwerk hauptsächlich mit der Produktion von Textilien und sonstiger leicht zu transportierender Waren beschäftigt (Feinmechanik, Instrumentenbau für Wissenschaft und Kunst sowie Musikinstrumente), sofern es um den Export ging. Viele der Erzeugnisse des Handwerks waren aber auch lediglich für den heimischen Markt bestimmt, insbesondere im Bau- und Möbelgewerbe. Das Handwerk blieb noch bis ins Jahr 1862 in Zünften organisiert. Die Manufakturen und vereinzelten Fabriken bezogen ihre Energie hauptsächlich aus Wasserkraft, so dass entlang des Neckars wie in Esslingen und Cannstatt die Keimzellen der Industrie in Württemberg lagen. Erst im Jahre 1895 überflügelte in Württemberg die Dampfkraft die Wasserkraft.

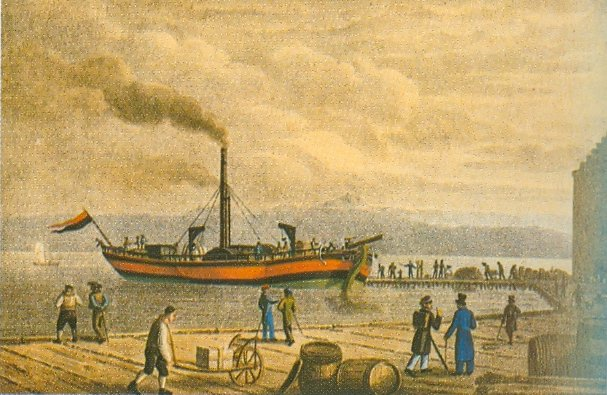
Dampfschiff Wilhelm in Friedrichshafen

### Mittelständisch geprägte Industrialisierung in Württemberg
Der in seiner Zeit verkannte Nationalökonom Friedrich List hatte viele Gedanken vorformuliert, die Württemberg ganz allmählich halfen, aus seiner wirtschaftlichen Misere herauszukommen. Dazu gehörte die Gründung des Süddeutschen Zollvereins 1828 und des Deutschen Zollvereins 1834, an deren Zustandekommen König Wilhelm I. ein großes Interesse hatte genauso wie die stetige Verbesserung der Land- und Wasserstraßen. Welche Herausforderungen dies mit sich brachte, kann exemplarisch mit dem Hinweis auf die Bewältigung der Geislinger Steige am Albaufstieg und der Neuen Weinsteige in Stuttgart in Erinnerung gerufen werden. Den Grundstein zum Ausbau des Neckars als Wasserstraße hatte von 1819 bis 1821 der Stuttgarter Wasserbaudirektor Karl August Friedrich von Duttenhofer mit dem Bau des Wilhelmskanals bei Heilbronn gelegt. 1841 erreichte die Neckar-Dampfschifffahrt Heilbronn, jedoch scheiterte weiter flussaufwärts der wirtschaftliche Einsatz von Schaufelraddampfern an den ungünstigen Wasserverhältnissen des Neckars. Auf dem Bodensee fuhren Dampfschiffe bereits ab 1824.

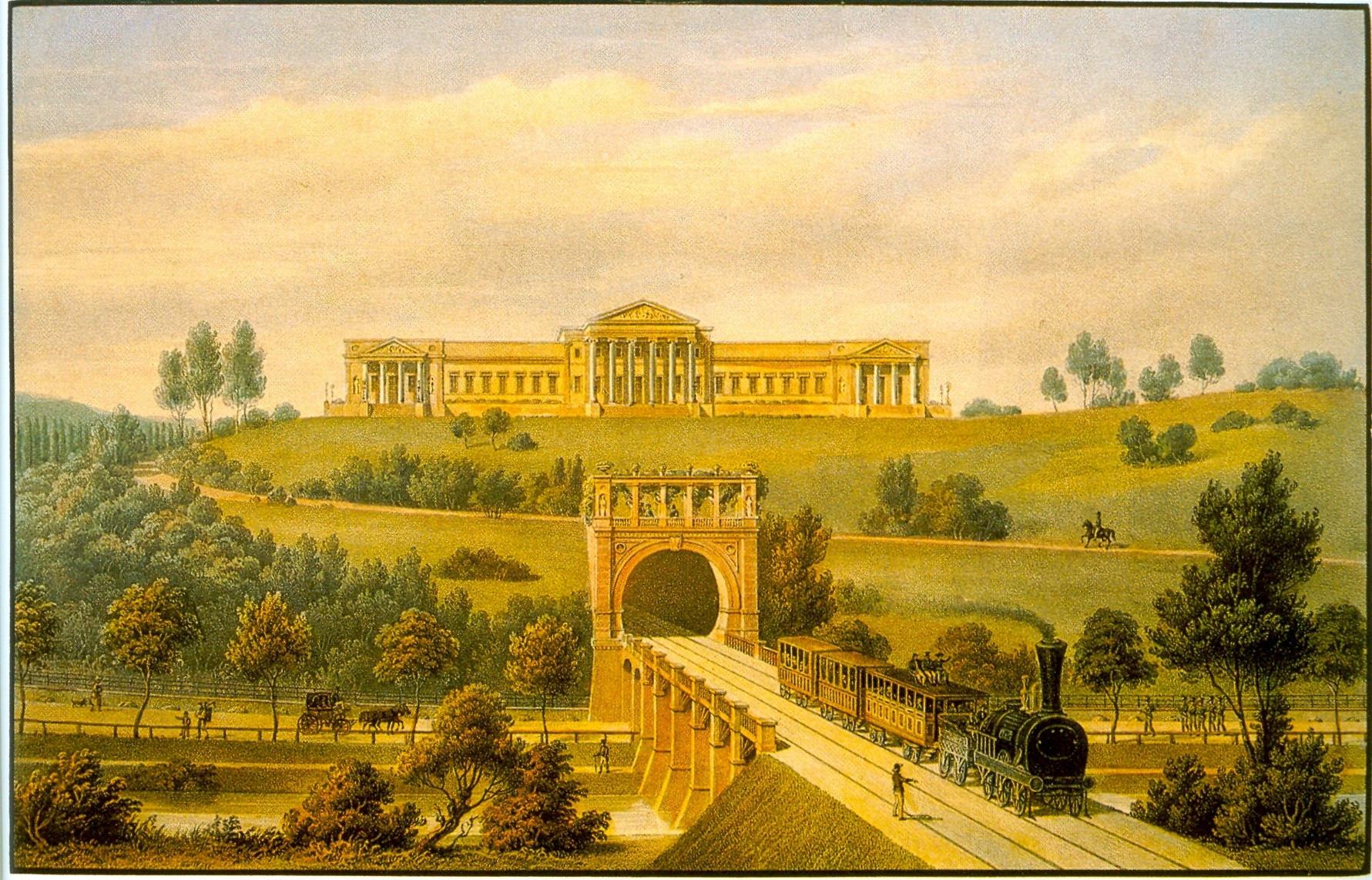
Schloss Rosenstein mit dem Rosensteintunnel nach 1846 zur Zeit der Eröffnung der Eisenbahnlinie Stuttgart-Esslingen

Ein ebenfalls von Friedrich List propagierter Gedanke war der Ausbau des Eisenbahnverkehrs in Deutschland. 1843 wurde in Württemberg eine Staatseisenbahn gegründet. Dies war eine große und weitschauende Investition in die Zukunft des Landes, denn zu diesem Zeitpunkt konnte sich das arme Agrarland eine eigene Eisenbahn durch das topografisch schwierige Gelände eigentlich gar nicht leisten. Der Entschluss zur Gründung der Königlich Württembergischen Staats-Eisenbahnen war gleichzeitig der Entschluss zur Schuldenwirtschaft. Die Staatsschuld stieg von umgerechnet 36 Millionen Mark im Jahre 1845 auf 653 Millionen Mark im Jahre 1913, wobei 633 Millionen auf das Konto der Staatseisenbahn entfielen. Dennoch war die Geschichte der Eisenbahn in Württemberg eine Erfolgsgeschichte, die sich für das Land langfristig bezahlt machte. Sie förderte das Zusammenwachsen der Regionen und erhöhte die Kommunikation, insbesondere weil entlang der Schienen auch Telegrafenleitungen gebaut wurden. Die Bedeutung des Eisenbahnverkehrs für Württemberg findet seinen Ausdruck auch im Volkslied Auf de schwäbsche Eisebahne. In engem Zusammenhang mit der Eisenbahn steht die Geschichte der 1846 gegründeten Maschinenfabrik Esslingen.
Nach den revolutionären Jahren 1848/49 wurde es politisch unter der Regierung Linden zwar bedrückender, aber die wirtschaftliche Entwicklung geriet nun zunehmend in besseres Fahrwasser, nicht zuletzt dank der besseren Straßen und der Eisenbahn, die auch den Handel mit Agrarerzeugnissen erleichterten. Die wirtschaftlich genutzten Böden verteilten sich zu etwa 44,9 Prozent auf Ackerland und Gärten, zu 1,1 Prozent auf Weinberge, zu 17,9 Prozent auf Wiesen und Weiden und zu 30,8 Prozent auf Wald. Etwa 90 Prozent der rund 360.000 Familien Württembergs hatten 1857 Immobilienvermögen. Nur etwa ein Drittel davon waren Vollerwerbslandwirte. Von diesen war nur ein ganz geringer Teil vorwiegend im südlichen Oberschwaben im Besitz von mehr als 30 Morgen Land. Dies zwang einen Großteil der Bevölkerung zum zusätzlichen Verdienst in anderen Wirtschaftszweigen, insbesondere im Textil-, Holz- und Baugewerbe. Sich gleichzeitig in der Landwirtschaft und im gewerblichen Bereich zu betätigen, war typisch für Württemberg. Die hauptsächlichen Agrarerzeugnisse waren Hafer, Dinkel, Roggen, Weizen, Gerste, Hopfen, Weintrauben, Erbsen, Bohnen, Mais, Obst (hauptsächlich Kirschen und Äpfel), Tabak sowie Garten- und Molkereiprodukte. Dazu wurde eine beträchtliche Anzahl von Rind-, Schaf- und Schweinebeständen aufgebaut und auch der Pferdezucht nicht wenig Aufmerksamkeit gezollt.

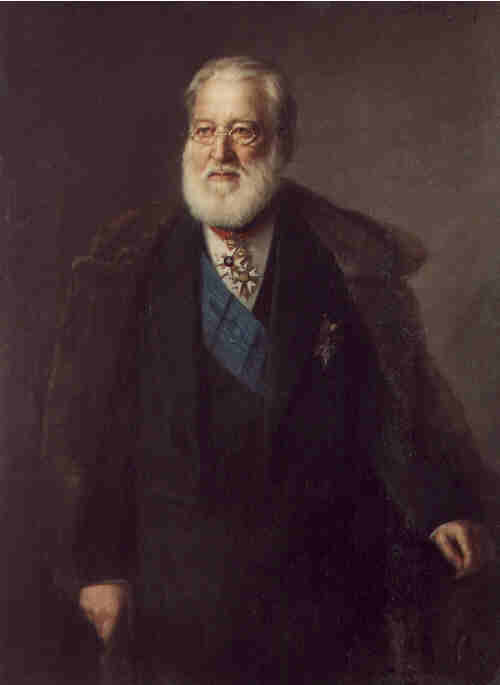
Ferdinand von Steinbeis

Die Regierung setzte sich im Verbund mit Ferdinand von Steinbeis sehr für die Förderung von Landwirtschaft, Gewerbe, Handel und Industrie ein. Im Jahre 1861 kam es zur Gründung der Stuttgarter Börse, obwohl es im Land immer noch kaum große Unternehmen gab. Oft stellte die Finanzierung größerer Unternehmungen noch ein Problem dar, weil es ein nur wenig entwickeltes Bank- und Kreditwesen im Land gab. Eine Ausnahme stellte die Königlich Württembergische Hofbank in Stuttgart dar, welche auf die Gründung der Familie von Madame Kaulla zu Beginn des 19. Jahrhunderts zurückging. Die Hofbank wickelte nicht nur die Geldgeschäfte des Königs ab, sondern gewährte auch Gründungsdarlehen. Bedeutendes auf diesem Gebiet wurde später auch von Kilian von Steiner geleistet. Wie sehr in Württemberg im Jahr 1861 noch der Mittelstand und das Handwerk dominierte, zeigt sich in der Zahl der Handwerksbetriebe: Auf 1.000 Württemberger kamen etwa 85 Handwerksbetriebe, eine im Vergleich zum übrigen Deutschland ungewöhnlich hohe Dichte. Die hohe Zahl geschickter Handwerker war nur von Vorteil für die beginnende Industrialisierung. Mit dem Wegfall der Zünfte 1862 kam es zur Gründung von gewerblichen Fortbildungsschulen. Der Landtagsabgeordnete Karl Wilhelm Weigle kümmerte sich insbesondere um die Förderung der Textilindustrie. 1854 kam es zur Gründung der Reutlinger Webschule. Gewerbliche Erzeugnisse waren neben der Textilbranche vor allem Eisen- und Stahlwaren sowie Gold- und Silberwaren, die eine besondere Kunstfertigkeit in der Herstellung erforderten. In Heilbronn und Ravensburg etablierte sich die Herstellung von Papier. In diesem Zusammenhang soll die erste deutsche Papiermaschine des Johann Jakob Widmann erwähnt sein. Das Königreich Württembergs exportierte hauptsächlich Vieh, Getreide, Holz, Salz aus der Saline Friedrichshall in Jagstfeld, Öl, Leder, Baumwoll- und Leinengewebe, Bier, Wein und Spirituosen. Hier sei auf den Kessler Sekt aus Esslingen verwiesen, wo seit 1823 von Georg Christian Kessler die älteste Sektherstellung Deutschlands betrieben wurde. Aber auch Musikinstrumente (Klaviere) und hochwertige feinmechanische Erzeugnisse wurden produziert. Der Handel konzentrierte sich in den größeren Städten wie Stuttgart, Ulm, Heilbronn und Friedrichshafen. Stuttgart wurde wegen des ausgeprägten Verlagswesens und Buchhandels, allen voran die Cotta’sche Verlagsbuchhandlung, auch als das Leipzig Süddeutschlands bezeichnet.
Nach der Gründung des Deutschen Reichs wurde der Gulden als Währung durch die Mark abgelöst; als neues Maßsystem wurde das metrische System eingeführt. Das seit etwa 20 Jahren stetige Wirtschaftswachstum trat mit der Gründerzeit in eine heiße Boomphase, die 1873 im Wiener Börsenkrach einen gehörigen Dämpfer erfuhr. In wirtschaftlicher Hinsicht konnte das Königreich Württemberg keinen großen Beitrag zur sich bald wieder entfaltenden Dynamik des von 1871 bis 1918 bestehenden deutschen Kaiserreichs leisten. Der Anteil der Württemberger an der Reichsbevölkerung ging von 4,4 Prozent im Jahre 1871 über 4,1 Prozent im Jahre 1891 auf 3,7 Prozent im Kriegsjahr 1916 zurück. Im Jahre 1913 betrug das durchschnittliche Einkommen je Einwohner in Württemberg 1.020 Mark, was nur etwa 88 Prozent des Durchschnittswerts im Reich war. Der noch immer sehr ländliche und kleinstädtische Charakter des Landes im Vorfeld des Ersten Weltkriegs ist auch aus den folgenden Zahlen ersichtlich. Nur jeder fünfte Württemberger lebte im Jahre 1910 in einer Stadt mit mehr als 20.000 Einwohnern, wohingegen im Deutschen Reich es bereits jeder dritte war. Nur jeder neunte Württemberger lebte in Stuttgart, der einzigen Großstadt, die es in Württemberg gab. Dagegen wohnte bei der Reichsbevölkerung insgesamt jeder fünfte in einer Großstadt. Diese Zahlen zeigen auch, dass die Fabriken in Württemberg über das ganze Land verteilt waren und sich nicht auf wenige Ballungszentren konzentrierten. Die vielen mittelständischen Betriebe erlaubten ihren Mitarbeitern auch weiterhin, als Teilzeitbauern ihren eigenen Grund und Boden zu bewirtschaften. Die beschriebene geringere Proletarisierung der Arbeiterschaft und die gemäßigte Ausrichtung der Sozialdemokratie hatte auch hierin ihre Ursache. 1875 arbeiteten fast 288.000 Menschen in gewerblichen Betrieben. Bereits 71.000 Unternehmen beschäftigten mehr als fünf Gehilfen. Die weitaus meisten Beschäftigten waren in der Textil- und Bekleidungsindustrie beschäftigt. In der Metallbranche waren 22.300 Arbeiter beschäftigt, etwas mehr im Bau, in der Holzverarbeitung und im Handel. Großbetriebe waren selten. 1875 gab es lediglich 45 Fabriken mit mehr als 200 Mitarbeitern. 1882 war noch rund die Hälfte der Menschen in der Landwirtschaft beschäftigt. 1895 betrug der Anteil der bäuerlichen Bevölkerung noch 45,5 Prozent. Der Trend, dass nun doch stetig weniger Menschen ausschließlich im Primärsektor der Wirtschaft tätig waren, wurde durch die zunehmende Mechanisierung der Landwirtschaft unterstützt, für die der schwäbische Ingenieur Max Eyth Pate stand.

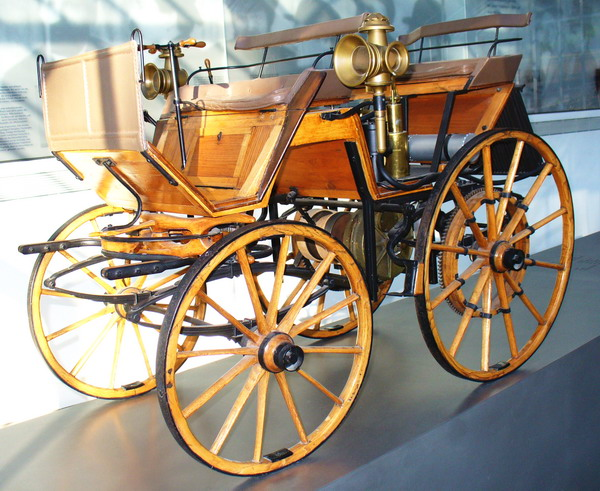
Daimlers Motorkutsche von 1886 (Modell)

Für die in den neunziger Jahren des 19. Jahrhunderts im großen Stil einsetzende Industrialisierung können für Württemberg große Namen wie der aus der Schorndorfer Zunfttradition entstammende Automobilpionier Gottlieb Daimler, der in Cannstatt die Daimler-Motoren-Gesellschaft gründete, und sein Wegbegleiter Wilhelm Maybach genannt werden. Nicht weniger bekannt ist der Elektrotechniker Robert Bosch, der Gründer der Robert Bosch GmbH. Weitere bekannte Namen aus ganz unterschiedlichen Branchen dieser Zeit sind zum Beispiel:
- die Firma Junghans in Schramberg (Uhren und Wehrtechnik),
- die Gebrüder Heller in Nürtingen (Werkzeugmaschinen),
- die Württembergische Metallwarenfabrik (WMF) in Geislingen an der Steige (Haushalts- und Hotelwaren),
- die Firma Magirus in Ulm (Feuerwehrtechnik),
- der Luftschiffbau Zeppelin in Friedrichshafen,
- die Firma Märklin in Göppingen (Spielwaren),
- die Firma Steiff in Giengen an der Brenz (Plüschtiere),
- die Firma Bleyle in Stuttgart (Strickwaren),
- die Firma Triumph in Heubach (Bekleidung) und
- die Firma Salamander in Kornwestheim (Schuhe)

Mit dem Boom der Industrie setzte auch die Elektrifizierung des Landes ein. In der Regierungszeit des letzten Königs von Württemberg entstanden über 240 Elektrizitätswerke. Damit konnten im Jahre 1916 bereits 1800 der 1899 Gemeinden Württembergs mit elektrischem Strom versorgt werden. Die mit dem Ersten Weltkrieg einhergehende Kriegswirtschaft unterbrach die frühe Erfolgsgeschichte vieler Unternehmen und bedeutete für weite Teile der Bevölkerung Mühsal, Entbehrung und den Tod naher Angehöriger, oft des Familienvaters und Ernährers. In die Fabriken zogen während des Kriegs erstmals in großer Zahl Frauen als dringend benötigte Ersatzarbeitskräfte ein.

## Bevölkerungsentwicklung

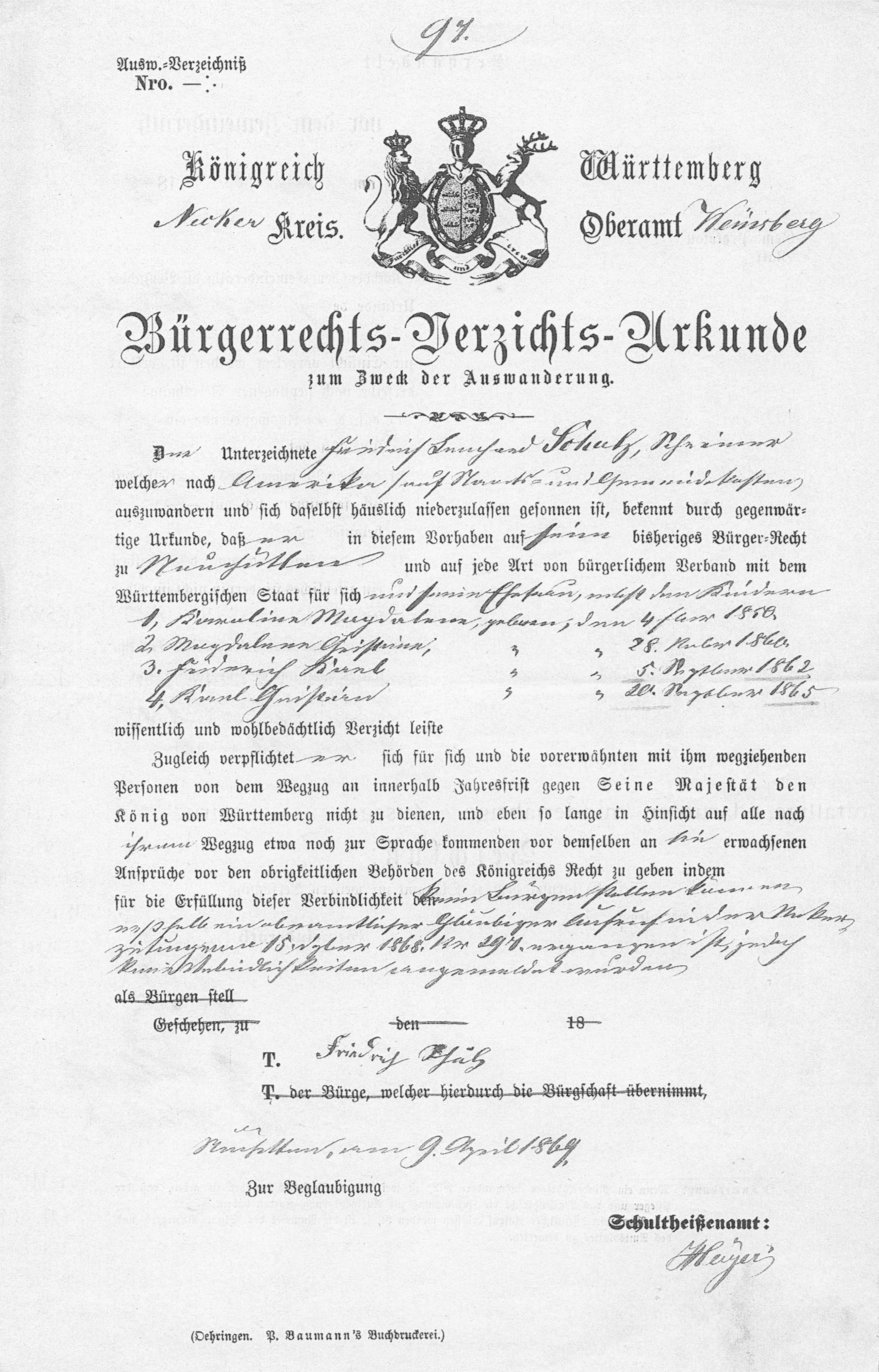
Bürgerrechts-Verzichts-Urkunde zum Zweck der Auswanderung (1869)

Stuttgart etwa zwischen 1890 und 1900

### Langsames Anwachsen im 19. Jahrhundert
Am Ende des Heiligen Römischen Reichs Deutscher Nation 1806 lebten auf dem Staatsgebiet des Herzogtums Württemberg etwa 650.000 Einwohner auf einer Fläche von 9.500 Quadratkilometern. Am Ende der territorialen Umwälzungen 1813 hatte sich sowohl die Fläche mit 19.508 Quadratkilometern als auch die Einwohnerzahl mit zirka 1.380.000 Einwohnern mehr als verdoppelt. Bis zur Gründung des Deutschen Kaiserreiches emigrierten insgesamt zwischen 400.000 und 430.000 Menschen aus dem Königreich Württemberg. Die Wanderungsbewegungen fanden vor allem in den Krisenjahren 1816/17, 1846/47 und 1852 bis 1854 ihren Höhepunkt. Hiervon betroffen waren vor allem die dicht bevölkerten Gebiete im Neckarkreis und im Schwarzwaldkreis. Hauptmotiv für die Auswanderungen waren wirtschaftliche Notlagen; die Auswanderer kamen überwiegend aus der Landwirtschaft und dem Handwerk. Zielländer waren in Osteuropa und vor allem die Vereinigten Staaten von Amerika. Trotz dieser Verluste durch Emigration und einer Kindersterblichkeit von über 30 Prozent stieg die Einwohnerzahl zwischen 1812 und 1849 um zirka 360.000 an. Diese Entwicklung wurde mit dem Krisenjahr 1846 abrupt unterbrochen. Die Zahl der Eheschließungen und die Geburtenziffer gingen deutlich zurück, während die Emigrationszahlen sprunghaft anstiegen. Bis 1867 wuchs die Einwohnerzahl nur um knapp 34.000 Menschen.
| Jahr | Einwohner |
| ---- | --------- |
| 1812 | 1.379.501 |
| 1849 | 1.744.017 |
| 1867 | 1.778.396 |
| 1875 | 1.881.505 |
| 1900 | 2.169.480 |
| 1910 | 2.437.574 |

Auch nach der Gründung des Kaiserreichs wuchs die Bevölkerung zunächst nur moderat. Die Zahl der Auswanderer blieb nach wie vor hoch. Trotz Geburtenrückgangs beschleunigte sich das Wachstum der Einwohnerzahl ab der Jahrhundertwende deutlich. Auslöser dieser Entwicklung waren auch in Württemberg Fortschritte in der Medizin und die damit verbundene höhere Lebenserwartung, die von 28 Jahren im Jahr 1871 auf zirka 45 Jahre im Jahr 1910 anstieg.

### Wachstum und Urbanisierung
In den 25 Jahren zwischen 1875 und 1900 wuchs die Einwohnerzahl mit knapp 288.000 nahezu genauso stark wie in den nur zehn Jahren zwischen 1900 und 1910 mit zirka 268.000. Ab 1890 setzte als Folge der stärker aufkommenden Industrie eine beschleunigte Land-Stadt-Wanderung ein. Während 1890 noch zirka zwei Drittel der württembergischen Bürger auf dem Land lebten, wohnten 1910 über 43 Prozent in Städten. Wenn man die städtischen Gemeinden mit über 2.000 Einwohnern hinzuzählt, waren es sogar über 50 Prozent. Die Landeshauptstadt Stuttgart konnte ihre Einwohnerzahl in ihren damaligen Gemarkungsgrenzen von 91.623 im Jahr 1871 unter anderem durch Eingemeindungen auf 286.218 im Jahr 1910 mehr als verdreifachen. Die Industrialisierung führte zu einer Zunahme der Pendler zwischen Wohn- und Arbeitsstätte. Ihre Zahl wuchs von 1900 bis 1910 von 54.322 auf 88.155.
Nachfolgend eine Tabelle der zehn größten württembergischen Städte im Jahre 1910:
| Rang | Stadt       | Einwohner |
| ---- | ----------- | --------- |
| 1.   | Stuttgart   | 286.218   |
| 2.   | Ulm         | 56.109    |
| 3.   | Heilbronn   | 42.688    |
| 4.   | Eßlingen    | 32.216    |
| 5.   | Reutlingen  | 29.763    |
| 6.   | Ludwigsburg | 24.926    |
| 7.   | Göppingen   | 22.373    |
| 8.   | Gmünd       | 21.312    |
| 9.   | Tübingen    | 19.076    |
| 10.  | Heidenheim  | 17.780    |

## Kultur
Um zu einem Verständnis der Kultur des Königreichs Württemberg zu gelangen, ist die Kenntnis der Vorgeschichte der einzelnen Territorien unerlässlich. Als wichtigster Teil ist das Herzogtum Württemberg anzusehen, das im Königreich als Kernland Altwürttemberg bezeichnet wurde. Neben Altwürttemberg gab es aber auch die Gebiete Neuwürttembergs als recht heterogene Zusammensetzung zum Beispiel aus Hohenlohern, Ellwangern, Vorderösterreichern, Reichsstädtern und Oberschwaben. Beim Landesfest zum 25. Regierungsjubiläum König Wilhelms I. am 28. September 1841 wurde augenfällig, wie bunt und vielfältig die Bevölkerung des Königreichs zusammengesetzt war. Es wurde ein Festzug der Württemberger durch Stuttgart veranstaltet, der aus 10.390 Teilnehmern bestand, darunter 640 Reiter und 23 Wagen mit Pferde- und Rindergespannen aus allen Teilen des Königreichs. An die 200.000 Zuschauer, mithin jeder neunte Württemberger, waren in die Hauptstadt Stuttgart mit seinen damals 40.000 Einwohnern gekommen. Dieses Fest war einmalig in der Geschichte des Königreichs und förderte den Gedanken der Zusammengehörigkeit. Die erst 1863 fertiggestellte Jubiläumssäule von Johann Michael Knapp vor dem Neuen Schloss in Stuttgart erinnert noch heute an dieses Ereignis.

### Dialekte
Das Königreich Württemberg war nicht nur von Schwaben bewohnt, wenngleich das schwäbische Element sehr dominierte. Neben schwäbischen Dialekten etwa südlich einer Linie von Bad Wildbad über Ludwigsburg und Ellwangen wurden im Norden des Königreichs die südrheinfränkische Dialektgruppe und das Hohenlohische der ostfränkischen Dialektgruppe gesprochen. Ganz im Süden des Königreichs, am Bodensee, war das Mittelalemannische gebräuchlich. Im Westen trennte südlich von Wildbad eine Dialektgrenze, die mit einigen Ausnahmen der Landesgrenze von Württemberg und Baden entsprach, das Schwäbische vom Niederalemannischen. Diese sehr vereinfachte geografische Beschreibung der Dialektverteilung für Württemberg ist auch heute noch gültig, wenngleich die Dialekte im 19. Jahrhundert aufgrund der viel geringeren Mobilität und des Fehlens von Rundfunk und sonstigen Tonträgern wesentlich ausgeprägter, zugleich urtümlicher und in ihren Nuancen für Einheimische aus der jeweiligen Region meist von Ort zu Ort unterscheidbar waren. Der Wortschatz des Schwäbischen wurde ab 1901 im Schwäbischen Wörterbuch dokumentiert.

### Pietismus und evangelische Landeskirche

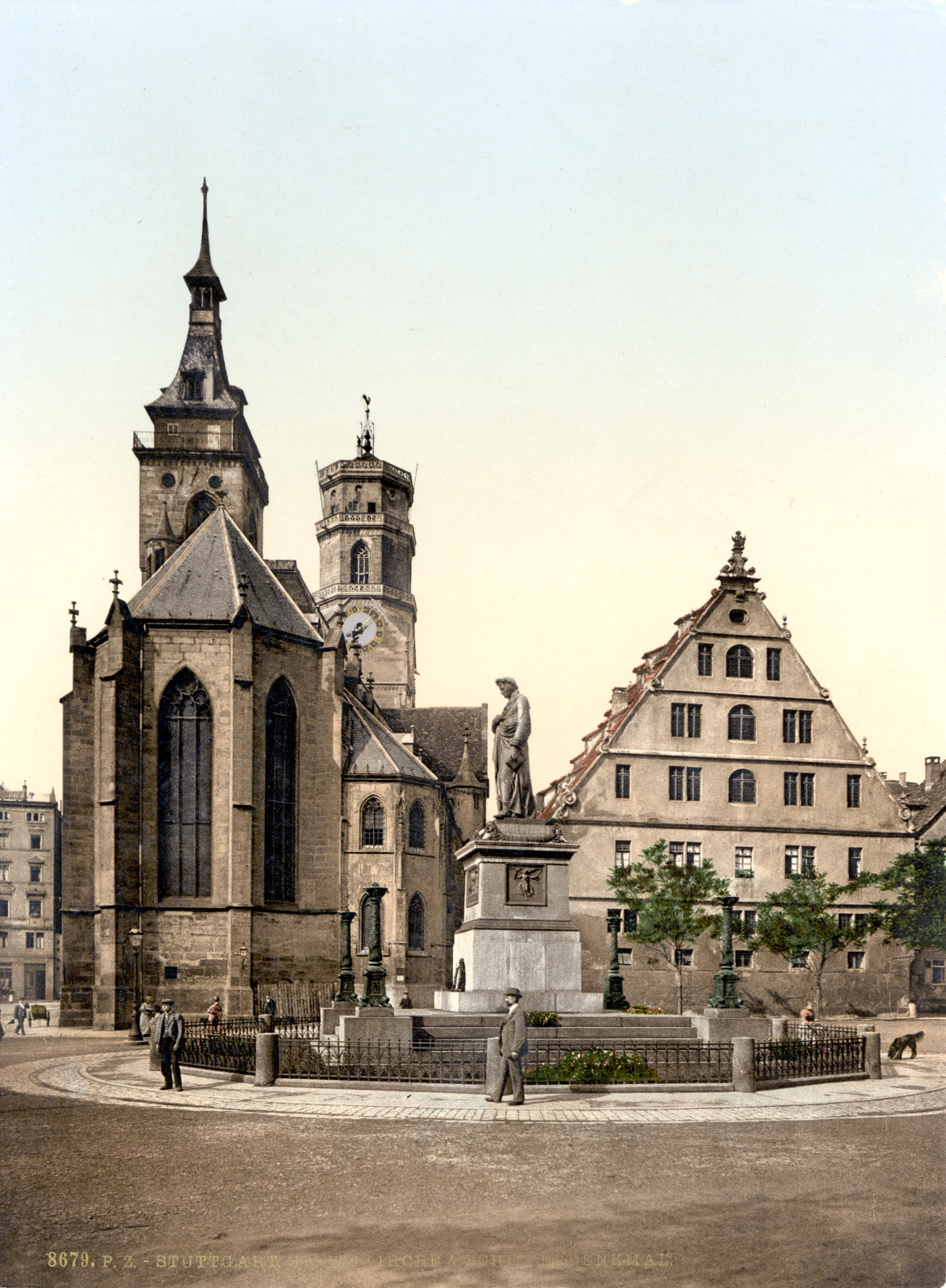
Die Stiftskirche in Stuttgart um das Jahr 1900

Die Demonstration der Einheit in der Vielfalt beim Regierungsjubiläum von König Wilhelm I. 1841 darf nicht darüber hinwegtäuschen, dass das wesentliche Element des Königreichs die im Vergleich zu den neuen Landesteilen in ihrer prägenden Mentalität relativ homogene, protestantische Bevölkerung Altwürttembergs war, welche sich mit ihrem regional etwas anders klingenden schwäbischen Dialekt und mit ihrer schlichten dunklen Kleidung von der sich in Württemberg noch lange fremd fühlenden katholischen Bevölkerung unterschied. Diese Besonderheiten der Bevölkerung Altwürttembergs haben ihren Grund in der Reformation und dem Pietismus, der in einer Traditionslinie von Johannes Brenz und Matthäus Alber über Johann Valentin Andreae zu Johann Albrecht Bengel in seiner besonderen württembergischen Form herausgebildet wurde.

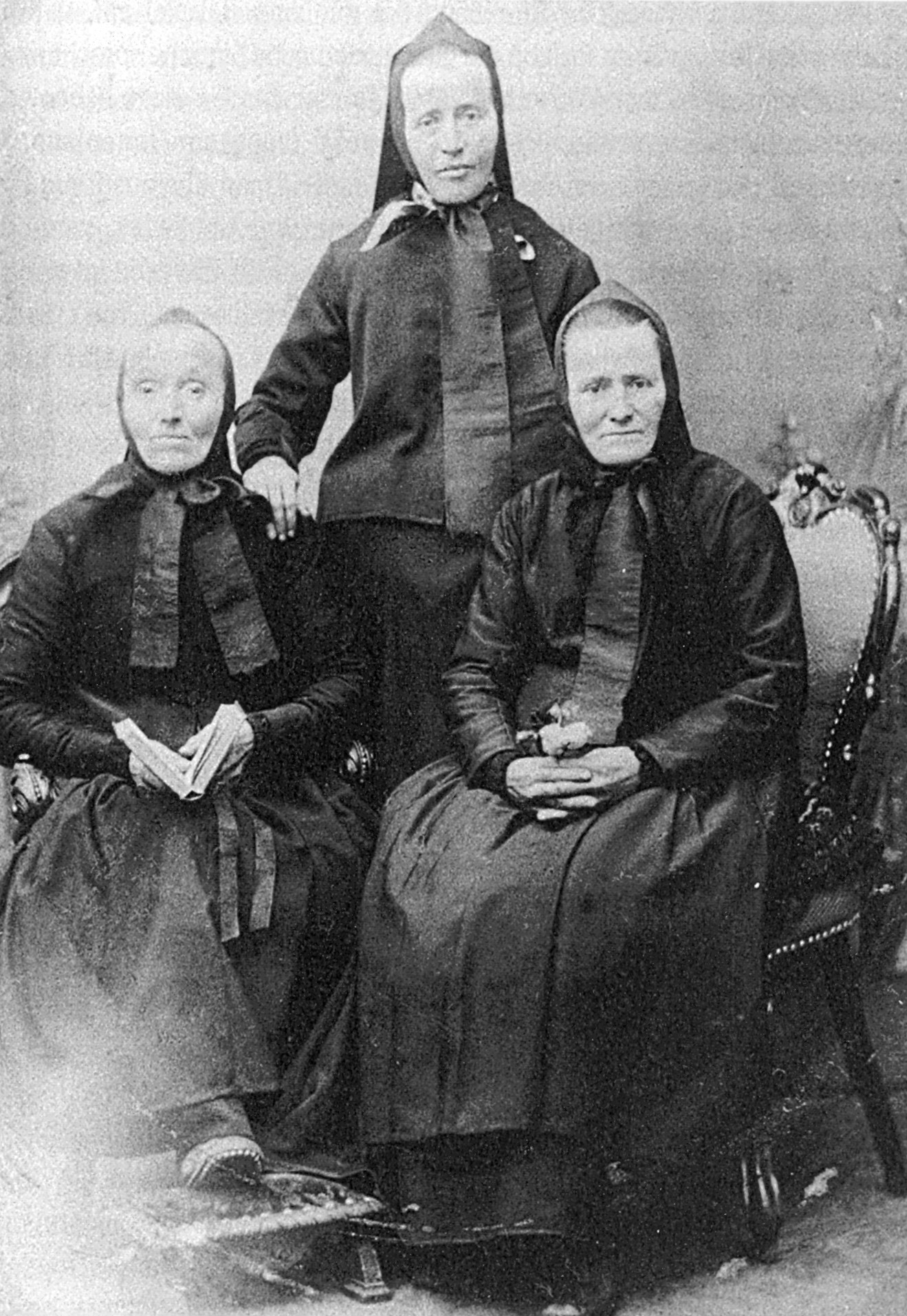
Aufnahme dreier pietistischer Frauen aus Tailfingen

Äußere Zeichen des Pietismus waren die als Tugenden beschworenen Prinzipien von Ordnung, Pflichtbewusstsein und Fleiß. Die diesem Teil der württembergischen Bevölkerung nachgesagten Eigenschaften wie Sparsamkeit, Beharrlichkeit, Zähigkeit und Arbeitsamkeit waren oft begleitet von einer landesüblichen beinahe sprichwörtlichen Schroffheit und Reserviertheit. Allzu große Höflichkeit erweckte Argwohn. Ausgelassenheit, Protz und Pomp wurden abgelehnt, so dass die schönen Künste in Altwürttemberg von jeher einen schweren Stand hatten.

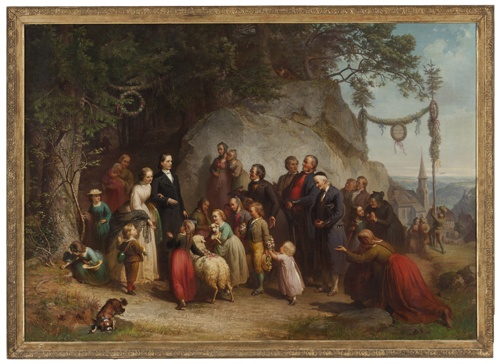
Empfang eines neuen Pfarrers durch seine Gemeinde im Schwarzwald. Gemälde von Robert Heck, mit welchem sich das Königreich Württemberg 1867 auf der Weltausstellung in Paris dem Ausland präsentierte

In Altwürttemberg galt das Wort der Bibel und der Ehrbarkeit, jener seit dem Tübinger Vertrag herausgebildeten Schicht von einflussreichen Stadtbürgern und evangelischen Geistlichen. Altwürttemberg war ein Herzogtum frommer Bürger, weniger des Adels und der Bauern. Diese Tradition setzte sich im Königreich Württemberg fort. Der besonders strenge Pietismus stand jedoch am Beginn des 19. Jahrhunderts, nach der Einführung einer neuen Liturgie, mit der Evangelischen Landeskirche und deren Amtsträgern im Konflikt, was bei manchen Gläubigen zur Auswanderung führen konnte, aber auch zur Gründung von Gemeinden, die von der Landeskirche unabhängig waren, wie etwa Korntal und Wilhelmsdorf. Ein bedeutender Vertreter des Pietismus zu Zeiten des Königreichs in Württemberg war der Prediger Sixt Carl von Kapff, ein erklärter Feind von Aufklärung, Rationalismus und Hegels Philosophie der Dialektik als Variation des Deutschen Idealismus.
In diesem pietistischen Klima mussten Aufklärer wie Johann Gottfried Pahl zu Veröffentlichungen unter Pseudonymen greifen. Große Empörung im pietistischen Württemberg verursachte das 1835 erschienene Buch Leben Jesu – kritisch betrachtet von David Friedrich Strauß. Auf ähnliche Ablehnung stieß die an der Universität Tübingen gehaltene Antrittsvorlesung von Friedrich Theodor Vischer wegen seiner pantheistischen Philosophie und direkten Angriffe auf den Pietismus. Der Evangelischen Landeskirche gelang es jedoch später, die unterschiedlichen Standpunkte der pietistischen und fortschrittlichen Kräfte auszugleichen.
Die Pietisten regten die Bildung zahlreicher wohltätiger Vereine an und trugen zur Verbreitung religiöser Literatur bei, was 1812 seinen Ausdruck in der Gründung der Privilegierten Württembergischen Bibelanstalt durch Carl Friedrich Adolph Steinkopf und 1833 des Calwer Verlagsvereins fand.
Das ganze 19. Jahrhundert stand im Zeichen christlicher Liebeswerke, so zum Beispiel in Reutlingen, wo Gustav Werner mit den Bruderhaus-Werkstätten versuchte, Frömmigkeit und Industriearbeit in Einklang zu bringen. Ebenfalls in diesem Zusammenhang stehen für die spätere Behindertenhilfe und Geistigbehindertenpädagogik im deutschsprachigen Raum wegweisende Entwicklungen aus Württemberg. So gründete der evangelische Pfarrer Karl Georg Haldenwang 1838 in Wildberg die erste schulische Einrichtung für geistig behinderte Kinder und Jugendliche. 1847 wurde vom Uracher Oberamtsarzt Carl Heinrich Rösch mit der Heil- und Pflegeanstalt Mariaberg eine der ersten Komplexeinrichtungen der modernen Behindertenhilfe in den deutschen Staaten gegründet, die heute – als inzwischen relativ großer Anbieter sozialer Dienstleistungen und mit weiterentwickelter Konzeption – unter dem Namen Mariaberg e. V. bekannt ist.
Im Jahre 1851 wurden in der evangelischen Kirche Pfarrgemeinderäte, 1854 Diözesansynoden und 1867 eine Landessynode eingeführt. 1887 wurden per Gesetz die kirchlichen und bürgerlichen Gemeinden getrennt, so dass die Kirchengemeinden als selbständige Körperschaften des öffentlichen Rechts entstanden.

### Katholizismus

Die Basilika St. Vitus in Ellwangen um 1849

Die Katholiken waren im Königreich Württemberg eine starke Minderheit. In Oberschwaben und dem württembergischen Allgäu betrug der Katholikenanteil weit über 90 Prozent. Die Katholiken unterschieden sich vielerorts schon äußerlich von den Protestanten. So pflegten katholische Frauen wesentlich farbenfrohere Kleider zu tragen als die Evangelischen, und auch der schwäbische Dialekt klang in den katholischen Landstrichen meist etwas anders als in den evangelischen Nachbargebieten. Als die katholischen Neuwürttemberger im Zuge der napoleonischen Umwälzungen Anfang des 19. Jahrhunderts ihrem neuen Landesherrn in Stuttgart unterstellt wurden, kam es bei der lokalen Bevölkerung und deren alten Herren zu einigen Protestbekundungen, die jedoch mit der Androhung von militärischer Gewalt rasch verebbten. Der württembergische Staat war um die Gunst seiner katholischen Mitbürger von Anfang an sehr bemüht. Im württembergischen Landtag zum Beispiel war die Erste Kammer, die Kammer der Standesherren, zu mehr als zwei Dritteln mit katholischen Abgeordneten besetzt. Bereits 1806 erhielten die Katholiken das dem Staatsministerium unterstellte Gremium eines Königlich Katholischen Geistlichen Rats, welcher seit 1816 als Behörde die Bezeichnung Katholischer Kirchenrat führte. In den folgenden Jahren wurde versucht, die vormals zu verschiedenen Diözesen (Konstanz, Speyer, Worms, Würzburg und Augsburg) gehörigen katholischen Gebiete in einem Landesbistum zusammenzufassen. Dies gelang in Verhandlungen mit der Kurie im Rahmen der Errichtung der Oberrheinischen Kirchenprovinz, als deren Teil das Landesbistum Rottenburg entstand. 1817 wurde die katholische Lehranstalt Ellwangen nach Tübingen verlegt und als eigene katholisch-theologische Fakultät der dortigen Universität angegliedert. Im selben Jahr wurde dort auch das mit der Fakultät eng zusammenarbeitende Wilhelmsstift eingerichtet. Bedeutende katholisch-theologische Professoren in Tübingen waren Johann Sebastian Drey, Johann Baptist von Hirscher und Johann Adam Möhler, die die sogenannte Tübinger Schule begründeten, welche den Geist der Aufklärung zu überwinden versuchte. Der entgegenkommenden Politik des Königs und seiner Regierung verdankte die katholische Bevölkerung Württembergs, dass ihr ein Kulturkampf wie in Preußen oder Baden erspart blieb.
Im Zuge der Landflucht und der beginnenden Industrialisierung wuchsen die katholischen Pfarrgemeinden der bis zum Beginn des 19. Jahrhunderts rein evangelischen Landeshauptstadt Stuttgart und der Nachbarstadt Cannstatt, aber die Katholiken befanden sich hier während der gesamten Geschichte des Königreichs in der Diaspora. So kam es besonders in der Landeshauptstadt auch zu konfessionell gemischten Ehen, welche aus katholischer Sicht aber ein Problem darstellten, falls die Kinder einer solchen Ehe nicht katholisch getauft und erzogen wurden. Der württembergische Staat stellte sich gegen diese Haltung und schreckte auch nicht davor zurück, Priester aus ihrer Gemeinde zu entfernen, falls diese die Einsegnung einer gemischt konfessionellen Ehe ablehnten. Dieses Thema führte zu immer wieder aufkeimender Polemik evangelischer Kreise und nährte Ressentiments gegen die katholische Minderheit, dass diese auf dem Wege der Heirat den Protestantismus schwächen und unterwandern wolle. Gegen Ende der Monarchie bot der schon zwei bis drei Jahrzehnte zurückliegende Tod des Prinzen Ulrich († 1880), des einzigen Sohnes von König Wilhelm II., Anlass für ein weiteres gegen die Katholiken gerichtetes Vorurteil. Die Thronfolge wäre mangels eines Thronerben von der evangelischen Linie an die katholische Linie des heutigen Hauses Württemberg gefallen, wenn die Novemberrevolution des Jahres 1918 dies nicht verhindert hätte. Die für die evangelischen Altwürttemberger unangenehme Vorstellung, zukünftig von einem katholischen König regiert zu werden, führte in manchen Kreisen zu dem Gerücht, Ulrich sei seinerzeit einem katholischen Mordkomplott zum Opfer gefallen. Dies zeigt, dass das Verhältnis der beiden großen Konfessionen nie frei von Spannungen war.

### Judentum

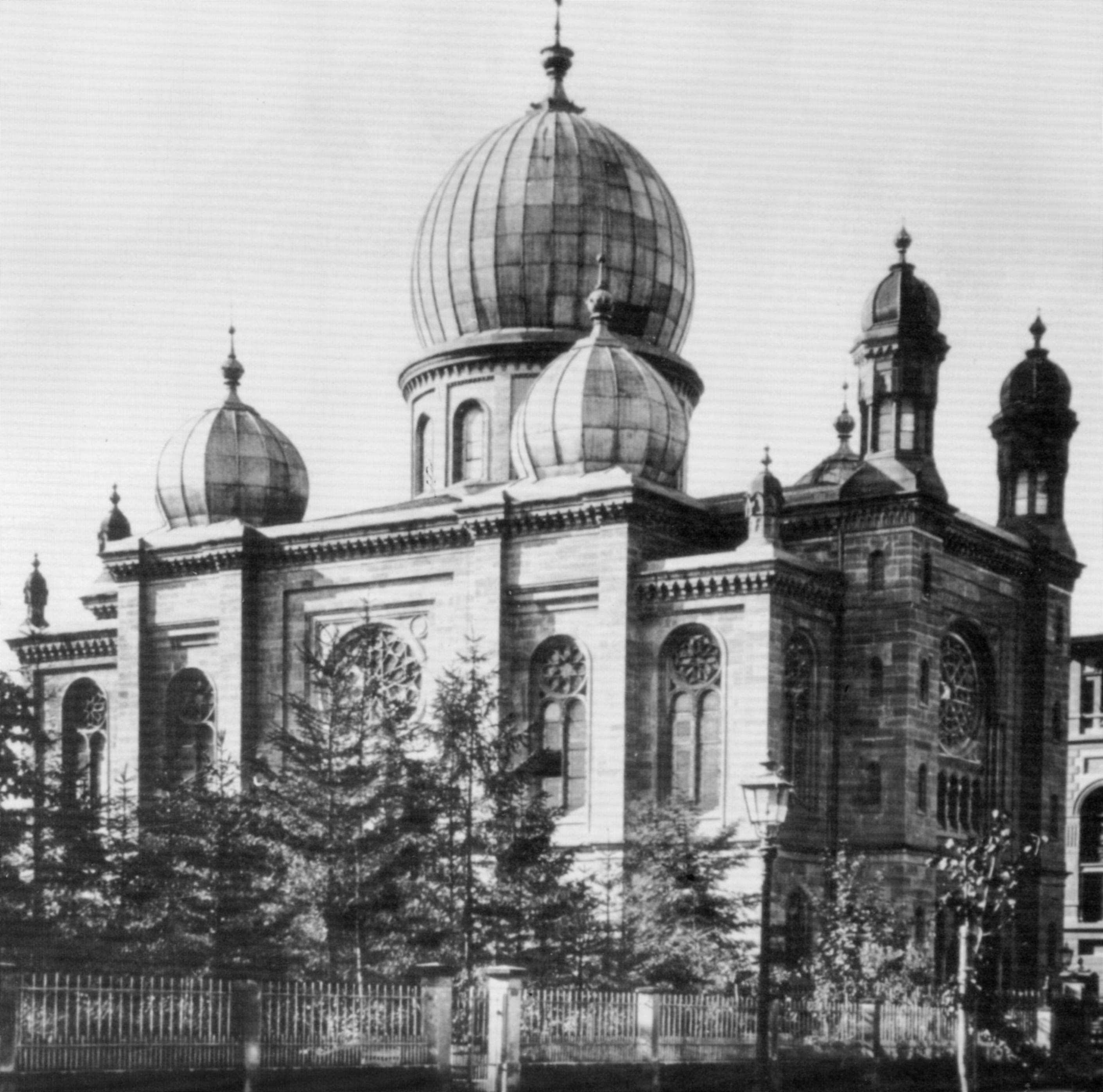
Die Synagoge in Heilbronn um 1900

Da Juden auf dem Gebiet des ehemaligen Herzogtums Württemberg weder dauerhaft wohnen noch arbeiten durften, befand sich in Altwürttemberg zu Beginn des 19. Jahrhunderts praktisch kein jüdisches Leben. Durch den Hinzugewinn der Gebiete Neuwürttembergs gab es im 1806 gegründeten Königreich Württemberg neben der dominierenden evangelischen Kirche und dem relativ starken Gewicht der katholischen Kirche nun auch ein nennenswertes jüdisches Element, wenngleich es mit etwas über 8.000 Personen um das Jahr 1815 eine geringe Minderheit darstellte und zunächst nur in den ländlichen Gegenden und nicht in den größeren Städten vorzufinden war. Größere jüdische Gemeinden im 19. Jahrhundert befanden sich beispielsweise in Affaltrach, Baisingen, Buchau, Buttenhausen, Creglingen, Freudental, Jebenhausen, Laupheim (zeitweilig die größte jüdische Gemeinde Württembergs), Michelbach an der Lücke, Oberdorf am Ipf und Rexingen. Das Gebiet des Königreichs war in insgesamt 13 Rabbinate eingeteilt. Im Zuge der Liberalisierung wurden die Juden in Württemberg 1828 mit den Rechten von Staatsbürgern ausgestattet, jedoch ohne dass sämtliche ihnen auferlegten Beschränkungen in Gewerbe und Handel aufgehoben worden wären (vgl. „Gesetz in Betreff der öffentlichen Verhältnisse der israelitischen Glaubensgenossen“). Erst im Jahre 1864 erhielten die Juden eine weiter gehende bürgerliche Gleichberechtigung und 1869 die Erlaubnis, auch Christen zu ehelichen. Mit der Emanzipation zogen die Juden verstärkt vom Land in die größeren Städte wie unter anderen Stuttgart, Ulm und Heilbronn, was dort mit der Errichtung repräsentativer Synagogen (in Heilbronn die Alte Synagoge) sichtbar wurde. Im Königreich Württemberg geborene Persönlichkeiten jüdischer Herkunft waren zum Beispiel der Schriftsteller Berthold Auerbach, der Bankier Kilian von Steiner, der Sozialreformer Eduard Pfeiffer, der Sozialist Jakob Stern, der Filmproduzent Carl Laemmle, der weltberühmte Physiker Albert Einstein und der Philosoph Max Horkheimer.

### Schulwesen
Die Schulpflicht hatte in Altwürttemberg eine lange Tradition. Bereits in der Kirchenordnung von 1553 war die universitäre Ausbildung der Pfarrer und deren anschließender Bildungsauftrag vor Ort festgelegt worden, und in der Synodalordnung von 1648 wurde die Schulpflicht für alle Kinder gesetzlich festgelegt. Im Königreich Württemberg gab es nach Konfessionen getrennte Volksschulen, die dem Evangelischen Konsistorium beziehungsweise dem Katholischen Kirchenrat unterstellt waren. An den einzelnen Orten übten die Pfarrer die Schulaufsicht aus. Die Versorgung der diesen unterstellten Volksschullehrer war zu Beginn des 19. Jahrhunderts oft noch sehr unzureichend und die Schulbildung des Großteils der Bevölkerung recht bescheiden, wenn es auch kaum Analphabeten gab. Die evangelische Lehrerausbildung erfolgte seit 1811 im Lehrerseminar in Esslingen und zusätzlich seit 1843 in Nürtingen. Eine entsprechende katholische Einrichtung gab es seit 1825 in Schwäbisch Gmünd. Die Kinder der Ehrbarkeit gingen zumeist auf die Lateinschule, die es in den Städten gab. Ausgebaute Gymnasien gab es in Stuttgart, Ulm, Heilbronn, Ehingen, Ellwangen und Rottweil, so genannte Lyzeen in Ludwigsburg, Esslingen, Ravensburg, Reutlingen, Tübingen und Öhringen. Zur Vorbereitung auf das evangelische Theologiestudium gab es vier Evangelische Seminare in Blaubeuren, Urach, Maulbronn und Schöntal. Während des 19. Jahrhunderts wurde zudem ein Netz von Realschulen aufgebaut. Die zunächst einzige Hochschule des Landes war die Universität Tübingen, die 1817 eine staatswissenschaftliche Fakultät bekam. Um den schwäbischen Tüftlern und Bastlern, die in der Tradition ihrer großen Landsleute Wilhelm Schickard oder Philipp Matthäus Hahn standen, eine Heimstatt zu geben, wurde 1829 die Gewerbeschule in Stuttgart gegründet, die 1840 in ein Polytechnikum umgewandelt und zum Vorläufer der Technischen Hochschule und damit der heutigen Universität Stuttgart wurde.
Durch das „Gesetz in Betreff der öffentlichen Verhältnisse der israelitischen Glaubensgenossen“ von 1828 wurde die Schulpflicht auch für jüdische Kinder eingeführt. Lehrer an besonderen israelitischen Elementarschulen mussten eine Dienstprüfung abgelegt haben, Staatsbürger sein und den Staatsgesetzen sowie der Aufsichtsbehörde entsprechen. Schulen, Schulgesetze und Lehrpläne unterlagen der staatlichen Aufsicht. Bestand keine israelitische Schule, musste die Schule am Ort besucht werden, dabei waren alle Unterrichtsfächer außer dem Religionsunterricht verpflichtend. Alle Privatschulen waren aufzulösen oder in öffentliche umzuwandeln.

### Gewerbliche Bildung in Württemberg
Im ersten Drittel des 19. Jahrhunderts standen Handwerk und gewerbliche Produktion nebeneinander. Im handwerklichen Bereich war häufig aus der Qualifikation, ein Produkt manuell zu fertigen, beiläufig die Qualifikation geworden, eine Maschine zu bedienen, die das Produkt fertigt. Allerdings gab es angesichts der technischen Innovationen deutliche Hinweise auf künftig stark ansteigende Anforderungen. Immer mehr galten technisches Zeichnen und präzises Messen als Qualifikation von großer Bedeutung. Aufgrund ihrer überwiegend traditionell handwerklichen Ausbildung erwiesen sich die in Fabriken eingesetzten Arbeitskräfte als wenig qualifiziert. Über Jahrzehnte hinweg mussten teure ausländische Arbeitskräfte als Spezialisten angeworben werden.
Zunächst waren die Gründe, dass bereits 1739 in Württemberg Sonntagsschulen für die aus der Volksschule Entlassenen eingerichtet wurden, darin zu sehen, dass die Zeit zwischen Schulentlassung und Heirat sinnvoll ausgefüllt werden sollte. 1825 folgte die Einrichtung der Sonntagsgewerbeschulen, in welchen Handwerker für künftig notwendige berufliche Qualifikationen ausgebildet werden sollten, 1848 wurden gewerbliche Fortbildungsschulen geschaffen. In den Jahren 1854 und 1855 waren es 20, zehn Jahre später schon über 100.
In der zweiten Hälfte des 19. Jahrhunderts klagten württembergische Unternehmer häufig über mangelhaft ausgebildete Arbeitskräfte. Viel zu lange gingen sie davon aus, dass die Mehrzahl der Betriebe sich darauf verlassen konnte, von den schulischen Ausbildungseinrichtungen oder der Berufsausbildung der Handwerksbetriebe profitieren zu können. Diese Einstellung änderte sich allerdings, als die Handwerksbetriebe keine ausreichend geschulten Handwerker mehr zur Verfügung stellen konnten.
Um den Mangel an Fachkräften zu beheben und der neuesten technischen Entwicklung zu genügen, wurden von Firmen Ausbildungswerkstätten eingerichtet. Vorbildfunktion hatten dabei auch die außerhalb Württembergs gelegenen Eisenbahnbetriebe in Berlin und 1883 bei Schuckert in Nürnberg. Auch von der Maschinenfabrik Kuhn in Berg bei Stuttgart wurde dies berichtet.

### Brauchtum und Vereine
Das Bürgertum begann – verstärkt durch die kulturgeschichtlichen Zeiten der Romantik und des Biedermeier – in Vereinen und Gesellschaften die Pflege der regionalen Traditionen und des Brauchtums im Rahmen von Lesungen und Hausmusik zu betreiben. Eine besondere Rolle spielten Gesangsvereine, die sich 1849 zum Schwäbischen Sängerbund unter der Leitung von Karl Pfaff zusammenschlossen. Aber nicht nur die Kunst, sondern auch die Schönheit der Natur und Heimat rückte in das Bewusstsein der Menschen, was in der Gründung des Schwäbischen Albvereins und des Württembergischen Schwarzwaldvereins seinen Ausdruck fand. Außerdem hatte das Vereinswesen bei der Pflege der regionalen Traditionen in Musik-, Trachten-, Schützen-, Bürgerwehr- und anderen Vereinen vor allem in den dörflichen Gemeinschaften der ländlichen Regionen eine kulturell prägende Bedeutung. Der im November 1863 gegründete Württembergische Sanitätsverein war die erste nationale Rotkreuz-Gesellschaft der Geschichte. 1909 kam es zur Gründung des Schwäbischen Heimatbunds.